# Prag
Prag (tschechisch Prahaⓘ [ˈpraɦa]) ist die Hauptstadt und zugleich bevölkerungsreichste Stadt Tschechiens. Mit über 1,3 Millionen Einwohnern belegt Prag den dreizehnten Rang der größten Städte der Europäischen Union und bildet die tschechische Primatstadt. Die Hauptstadt Prag ist eine der 14 Regionen Tschechiens und eine der reichsten Regionen Europas.
Prag ist die historische Hauptstadt Böhmens und war eine bedeutende königliche und kaiserliche Residenzstadt im Heiligen Römischen Reich, besonders unter den Přemysliden, Luxemburgern und Habsburgern. Um 1230 wurde die seit der Frühgeschichte bewohnte Siedlung zu einer königlichen Stadt erhoben und im 14. Jahrhundert unter der Regentschaft Karls IV. zu einem politisch-kulturellen Zentrum in Europa. Mit der Karls-Universität wurde in Prag 1348 die erste Universität in Mitteleuropa gegründet. Auch das Konservatorium und die Technische Universität gehören zu den ältesten ihrer Art in Europa. Über Jahrhunderte hinweg war Prag eine Stadt, in der sich tschechische, deutsche und jüdische Kultur begegneten.

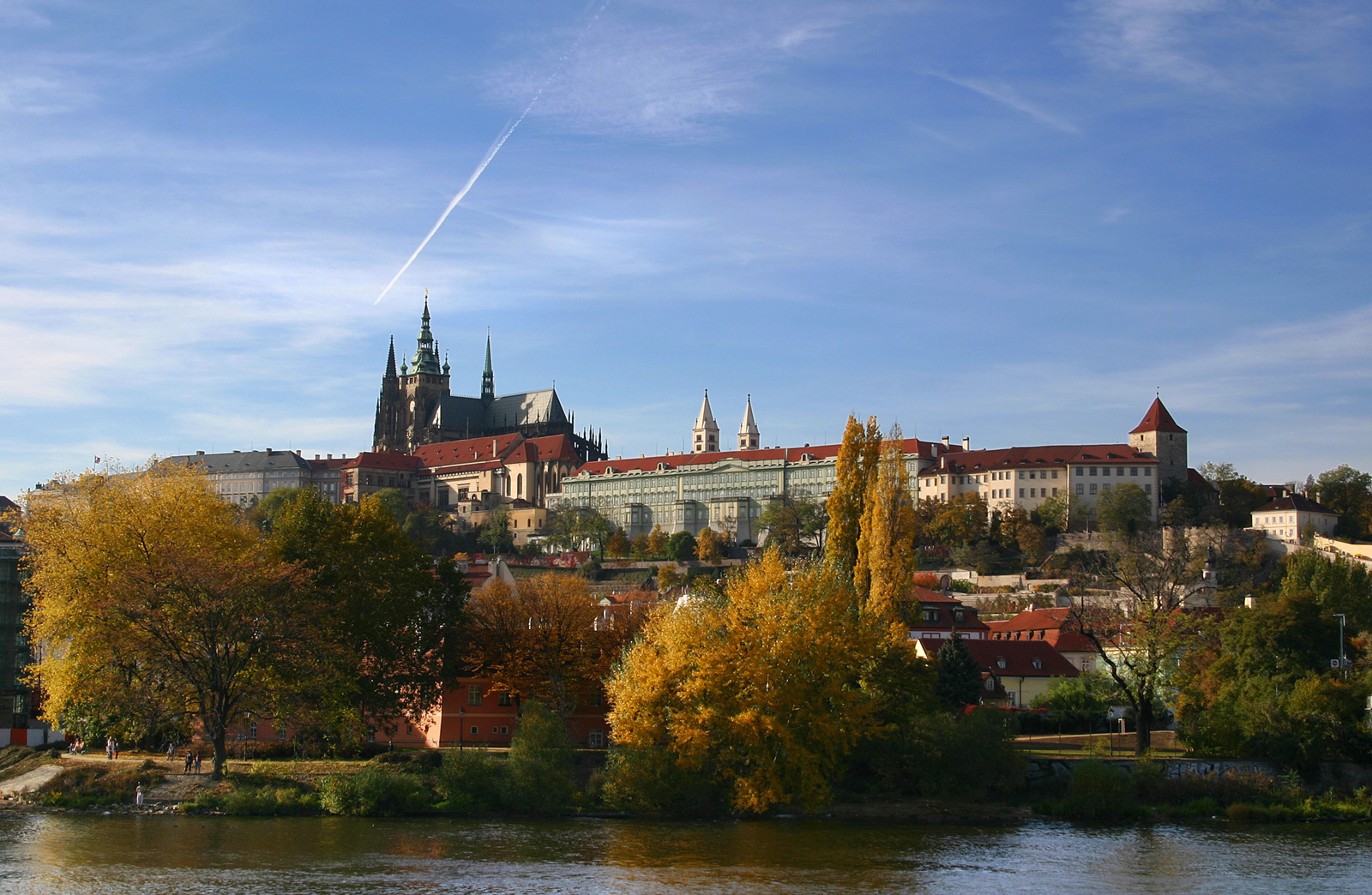
Die Prager Burg über der Moldau

Das historische Zentrum Prags ist seit 1992 von der UNESCO als eine der 16 Welterbestätten Tschechiens anerkannt. Die „Goldene Stadt“ zeigt heute ein geschlossenes, von Gotik und Barock geprägtes Stadtbild. Sehenswürdigkeiten wie die Prager Burg, die Karlsbrücke, die mittelalterliche Rathausuhr, der jüdische Friedhof oder die älteste aktive Synagoge der Welt machen die Stadt zu einem beliebten touristischen Ziel. Mit knapp neun Millionen Touristen im Jahr zählt Prag zu den 25 meistbesuchten Städten der Welt.

## Geographie

### Lage
Prag liegt zentral im westlichen Tschechien an der Moldau, rund 40 Kilometer vor deren Einmündung in die Elbe in Mělník. Die Entfernung zu den äußersten Grenzpunkten beträgt nach Norden rund 110 Kilometer, nach Westen und Süden je rund 170, nach Osten rund 320 (zur alten böhmischen Ostgrenze rund 170; jeweils Luftlinie).

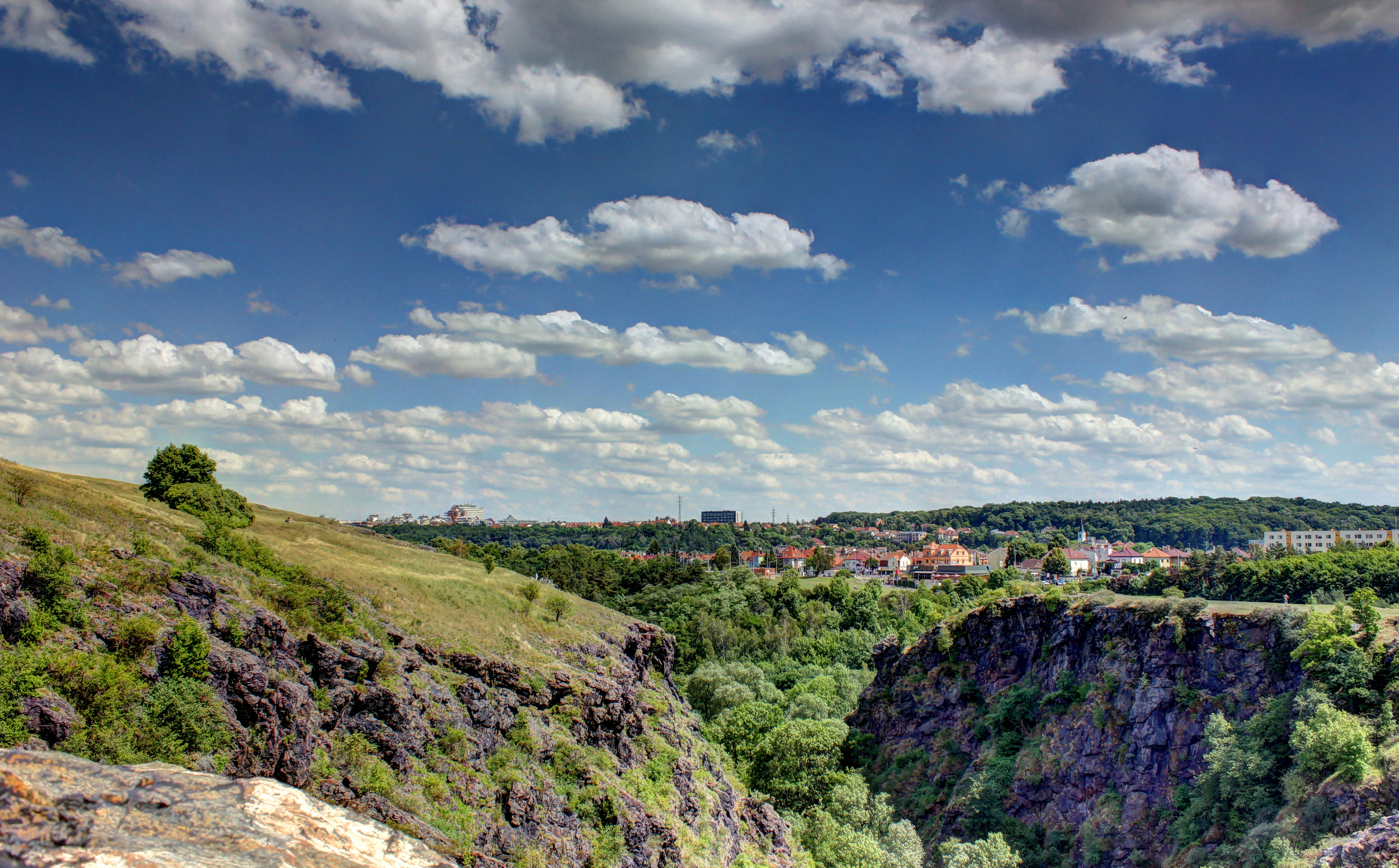
Naturschutzgebiet Divoká Šárka

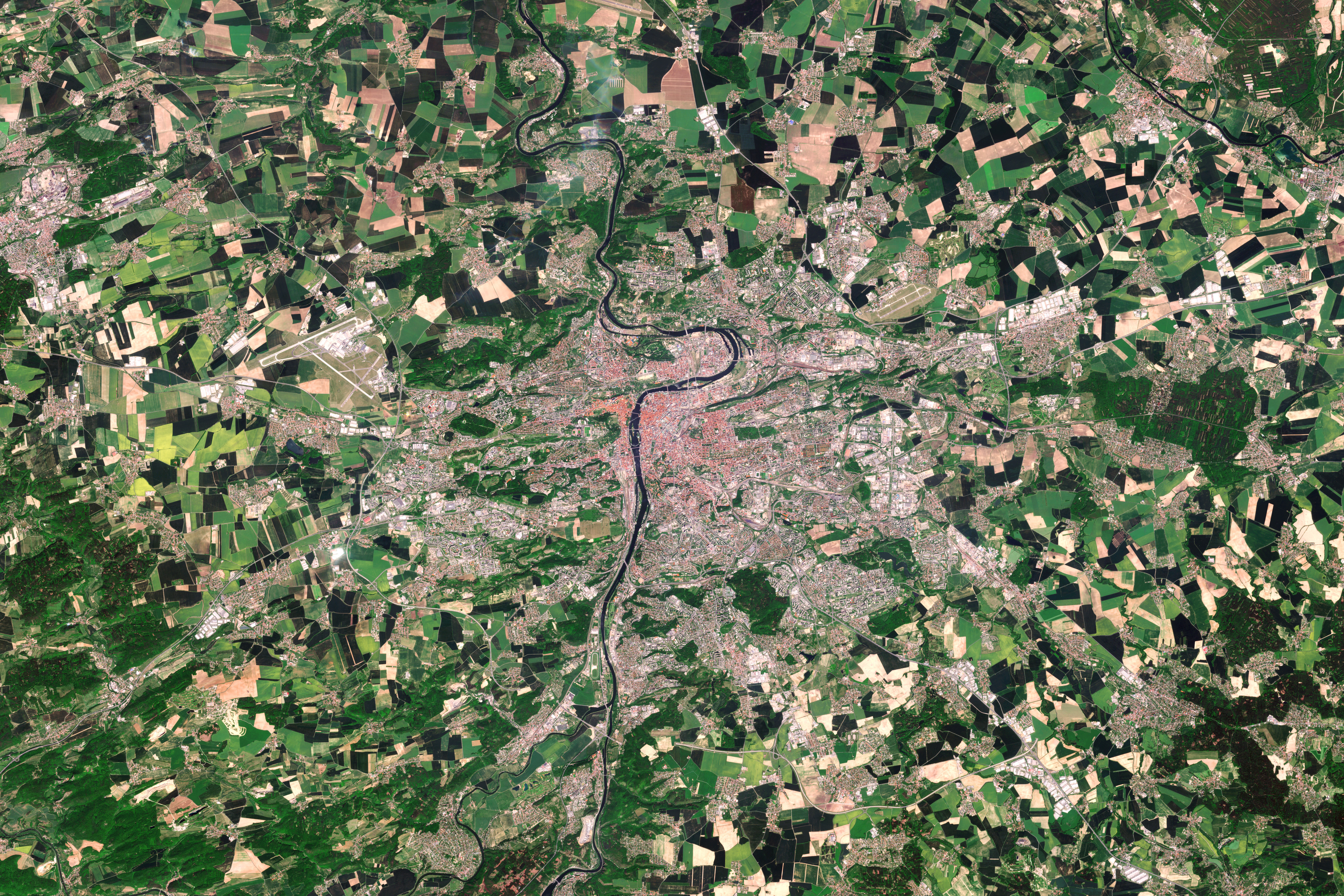
Satellitenbild (2022)

Ein Großteil der Stadt liegt in einem weiten Tal der Moldau, die das Stadtgebiet auf 30 Kilometern Länge durchfließt und im Nordteil eine große Schleife bildet. Am südlichen Bogen dieser Schleife liegt das historische Stadtzentrum, beherrscht von den beiden Burgbergen Hradčany (Hradschin) im Norden und Vyšehrad im Süden. Der Rest verteilt sich auf weitere das Tal umgebende Hügel: Letná, Vítkov, Větrov, Skalka, Emauzy, Karlov und den höchsten von ihnen, den Petřín. Durch die Eingemeindungen vornehmlich im 20. Jahrhundert dehnt sich das Stadtgebiet nun auch weit in die Prager Hochfläche (Pražská plošina) hinein aus. So gehören auch einige Naturschönheiten wie das Šárka-Tal und die Schlucht von Modřany zur Stadt.
Die Moldau tritt im Süden auf einer Höhe von rund 190 Metern in das Stadtgebiet ein und verlässt es im Norden bei rund 176 Metern. Sie hat hier eine durchschnittliche Tiefe von 2,75 Metern bei einer größten Tiefe von 10,5 Metern. Sie umströmt mehrere Inseln, darunter die südlich der Karlsbrücke gelegenen Slovanský ostrov, Dětský ostrov und Střelecký ostrov sowie die den Westteil der Karlsbrücke tragende Kampa, und nimmt zahlreiche Wasserläufe auf, unter denen die größten die Berounka nördlich von Zbraslav (von Westen), der Botič zwischen der Neustadt und Vyšehrad (von Osten) und die Rokytka im Hafen von Libeň (ebenfalls von Osten) sind.
Die größten Höhen liegen im Westen und Süden der Stadt. Im Westen erreicht der Bílá hora (Weißer Berg) 381 Meter, an der Stadtgrenze südwestlich davon werden 397 Meter gemessen. Im Süden steigt der Čihadlo auf 385 Meter.

Politisch ist Prag zur Gänze von der Region Mittelböhmen (Středočeský kraj) umschlossen.

### Klima

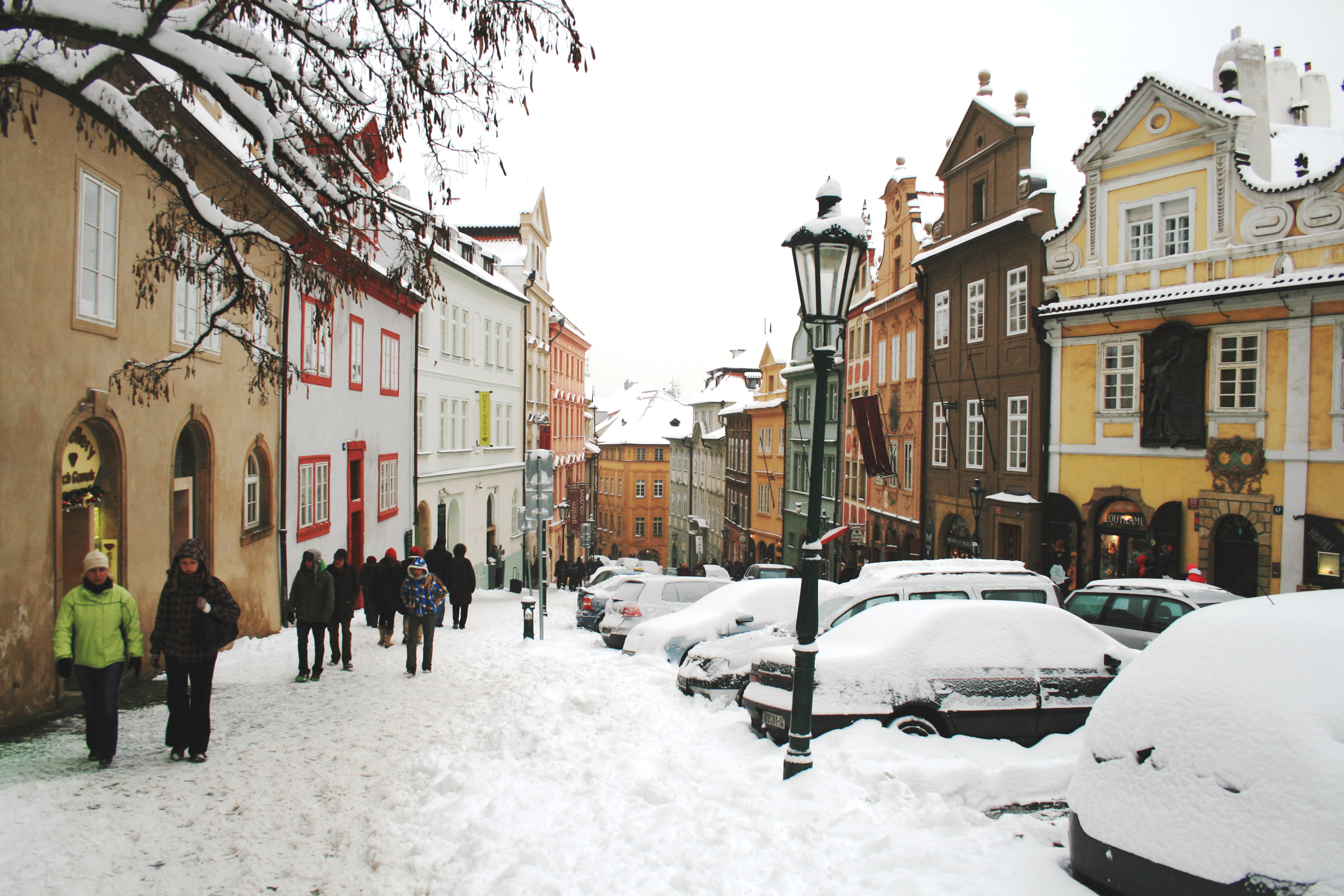
Die Straße Nerudova auf der Kleinseite im Winter (2010)

Prags mildes Klima wird sowohl von atlantischer als auch kontinentaler Seite beeinflusst. Die mittlere Jahrestemperatur liegt um die 8 °C, Minuswerte im Winter erreichten zuletzt (2006) bis zu −17 °C, Pluswerte im Sommer bis zu 35 °C. Der meiste Niederschlag fällt im Sommerhalbjahr (Mai: 77 mm), das Winterhalbjahr ist verhältnismäßig trocken (Oktober bis März: 23 bis 32 mm). (alle Daten bezogen auf die meteorologische Station am Flughafen Ruzyně)
Gegenüber dem langjährigen Mittel der Jahre 1961 bis 1990 (internationaler Referenzzeitraum) sind in den vergangenen Jahren eine Zunahme der Temperaturwerte um etwa 1 Grad und ein Rückgang der Niederschläge um rund 20 Millimeter zu beobachten (siehe auch die nebenstehenden Klimagrafiken für die Zeiträume 1961–1990, 1991–2005 und 1961–2005).
Die Daten für die meteorologische Station in Karlov (Prager Neustadt) weisen sowohl höhere Temperaturen als auch geringere Niederschläge aus, dazu die wärmeren und trockeneren Tendenzen der vergangenen Jahre; zu berücksichtigen ist allerdings, dass die Innenstadtlage die Wetterdaten stark beeinflusst.
|                       | Jan  | Feb  | Mär  | Apr  | Mai  | Jun  | Jul  | Aug  | Sep  | Okt  | Nov  | Dez  |   |       |
| Mittl. Tagesmax. (°C) | 0,4  | 2,7  | 7,7  | 13,3 | 18,3 | 21,4 | 23,3 | 23,0 | 19,0 | 13,1 | 6,0  | 2,0  | ⌀ | 12,6  |
| Mittl. Tagesmin. (°C) | −5,4 | −4,0 | −1,0 | 2,6  | 7,1  | 10,5 | 11,9 | 11,7 | 8,7  | 4,3  | 0,2  | −3,3 | ⌀ | 3,6   |
|                       |      |      |      |      |      |      |      |      |      |      |      |      |   |       |
| Niederschlag (mm)     | 23,5 | 22,6 | 28,1 | 38,2 | 77,2 | 72,7 | 66,2 | 69,6 | 40,0 | 30,5 | 31,9 | 25,3 | Σ | 525,8 |
|                       |      |      |      |      |      |      |      |      |      |      |      |      |   |       |
| Regentage (d)         | 6,8  | 5,6  | 6,2  | 7,3  | 9,8  | 10,3 | 9,1  | 8,8  | 7,0  | 5,5  | 7,0  | 6,8  | Σ | 90,2  |

| −5,4 |

| −4,0 |

| −1,0 |

| 2,6 |

| 7,1 |

| 10,5 |

| 11,9 |

| 11,7 |

| 8,7 |

| 4,3 |

| 0,2 |

| −3,3 |

| −5,4 |

| −4,0 |

| −1,0 |

| 2,6 |

| 7,1 |

| 10,5 |

| 11,9 |

| 11,7 |

| 8,7 |

| 4,3 |

| 0,2 |

| −3,3 |

## Ortsname

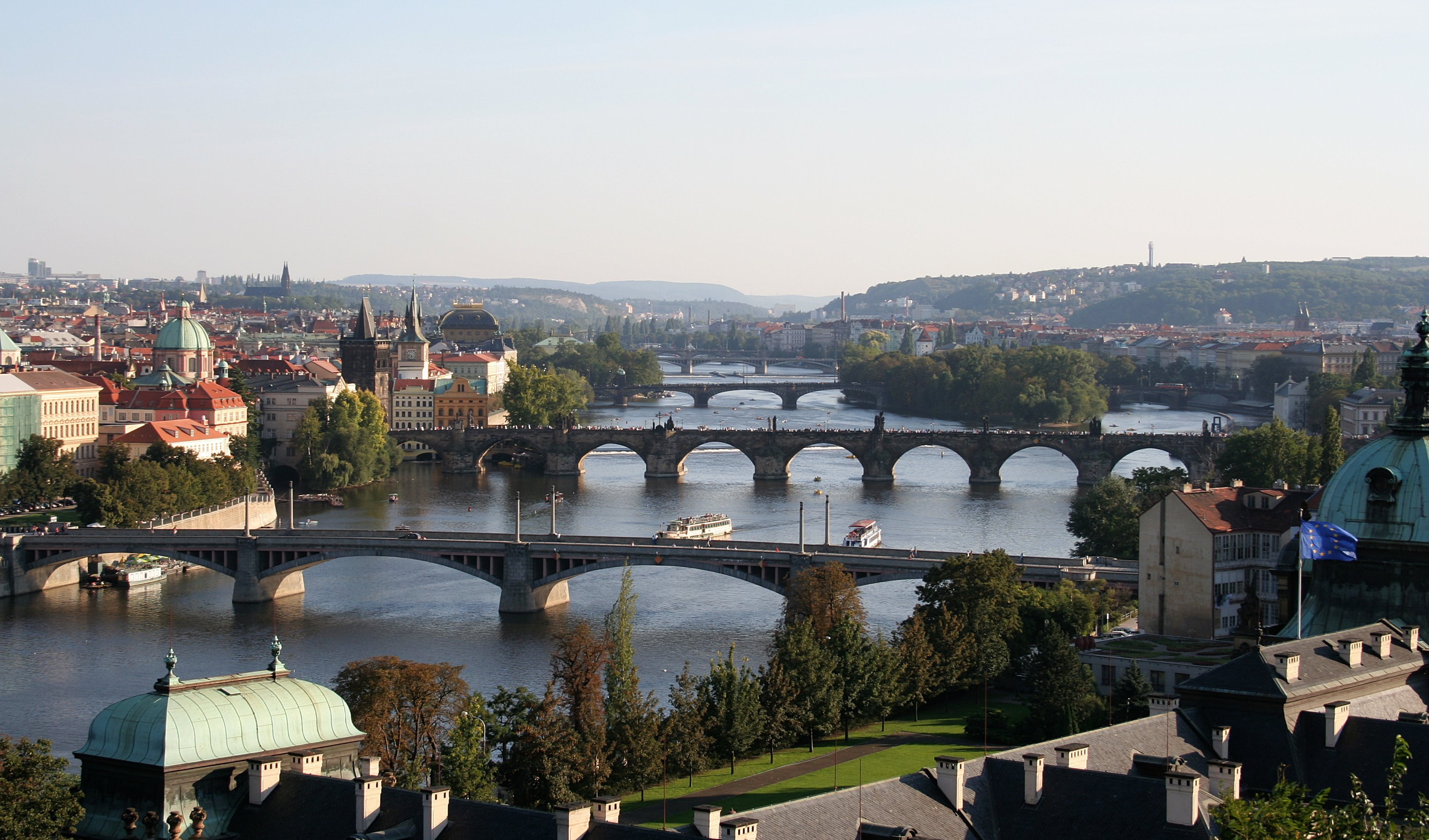
Moldaubrücken in Prag

### Etymologie
Für die Namensherkunft von Praha (Prag, Praga) gibt es zwei Vorschläge. Einerseits wird ein Zusammenhang mit práh „Balken, Schwelle“ vermutet, mit Bezug auf Holzbalken, die den Fluss Moldau begradigt hätten. Einer weiteren, von Max Vasmer als wahrscheinlicher angesehenen Theorie nach besteht ein Zusammenhang mit dem Wort pražit „brennen“ (vermutetes Namensmotiv der Brandrodung).
In der von dem Chronisten Cosmas bezeugten Gründungslegende wird der Name mit Bezug auf das Wort für „Schwelle“ etymologisiert. Dabei soll die Stadtgründerin Libuše ihr Gefolge in einen Wald geschickt haben, um aus einem Baum eine Türschwelle zu schlagen. An dieser Stelle soll Prag dann durch Libuše gegründet worden sein.

### Goldene Stadt der hundert Türme

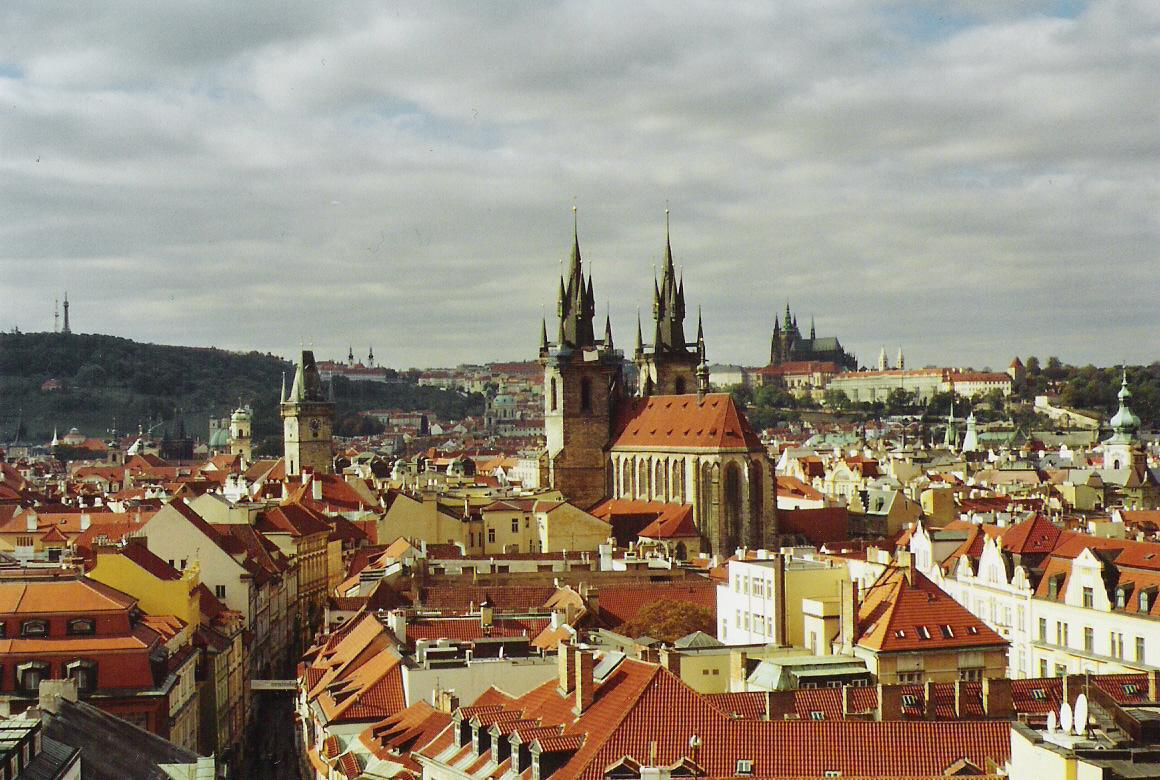
Die „Goldene Stadt“ vom Pulverturm gesehen

Der Beiname „Goldene Stadt“ bezieht sich auf die Sandsteintürme, die bei Sonneneinstrahlung in Goldtönen schimmern. Eine weitere Erklärung für diese Bezeichnung ist, dass Kaiser Karl IV. die Türme der Prager Burg vergolden ließ. Außerdem war die Stadt zur Zeit Rudolfs II. ein Anziehungspunkt für Alchemisten.
Auch der Name „Stadt der hundert Türme“ ist schon seit mehreren Jahrhunderten bekannt und stammt von den zahlreichen Türmen, die das historische Stadtbild prägen.
Der Kaufmann Ibrahim ibn Yaqub bezeichnete in der zweiten Hälfte des 10. Jahrhunderts Prag als „die Stadt gebaut aus Stein und Kalk“ oder „Steinernes Prag“. Weitere Beinamen für Prag sind Praga totius Bohemiae domina (Prag, die Herrin von ganz Böhmen) und Praga mater urbium (Prag, die Mutter aller Städte). Im Mittelalter wurde Prag als Praga caput regni (Prag, das Haupt des Königreichs) bezeichnet, heute als Wappenspruch zu Praga caput rei publicae (Haupt der Republik) abgeändert.

## Geschichte
Die Besiedlung des Gebiets lässt sich bis ins Paläolithikum zurückverfolgen. Das Prager Becken gehörte während der gesamten Ur- und Frühgeschichte zu den am dichtesten und nahezu durchgängig besiedelten Landschaften Böhmens. Bis etwa 50 v. Chr. siedelten hier die keltischen Boier, dann über 500 Jahre die germanischen Markomannen. Erste slawische Gruppen stießen etwa ab der zweiten Hälfte des 6. Jahrhunderts in das Gebiet vor.

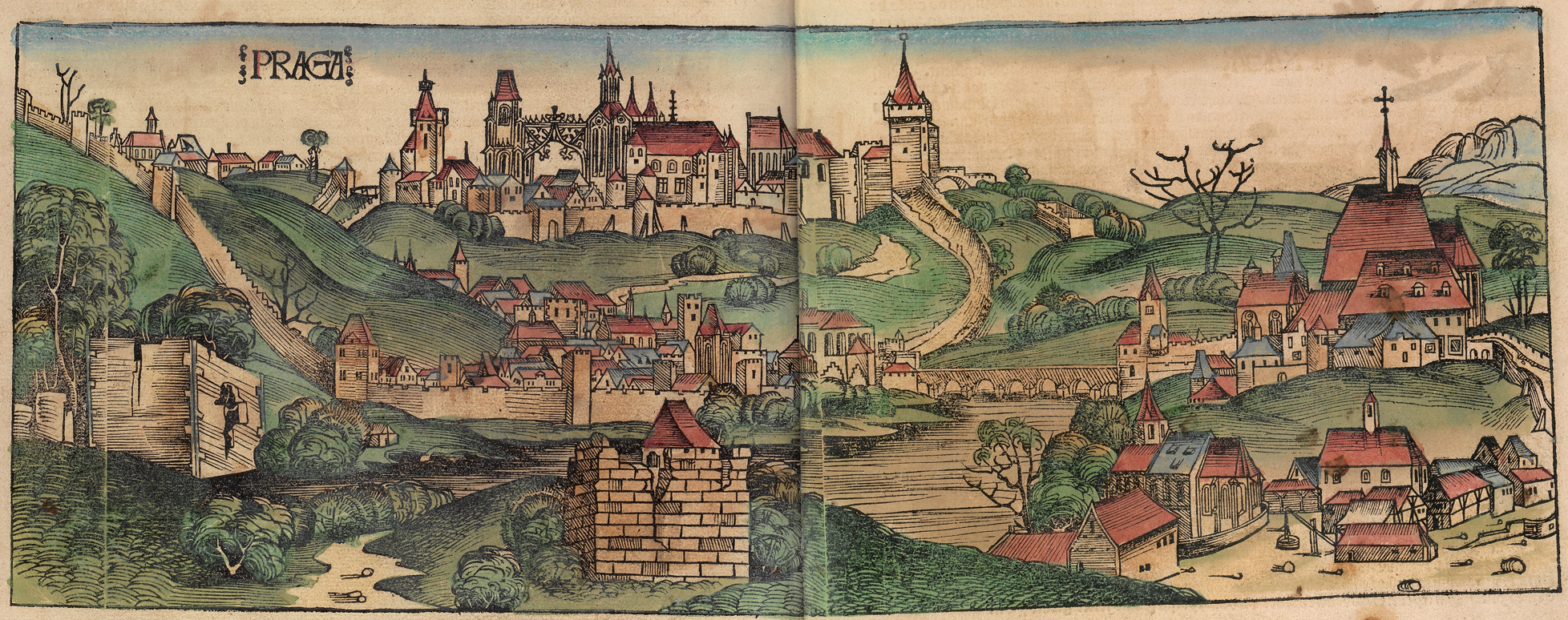
Ansicht von Prag, Holzschnitt aus der Schedel’schen Weltchronik (1493)

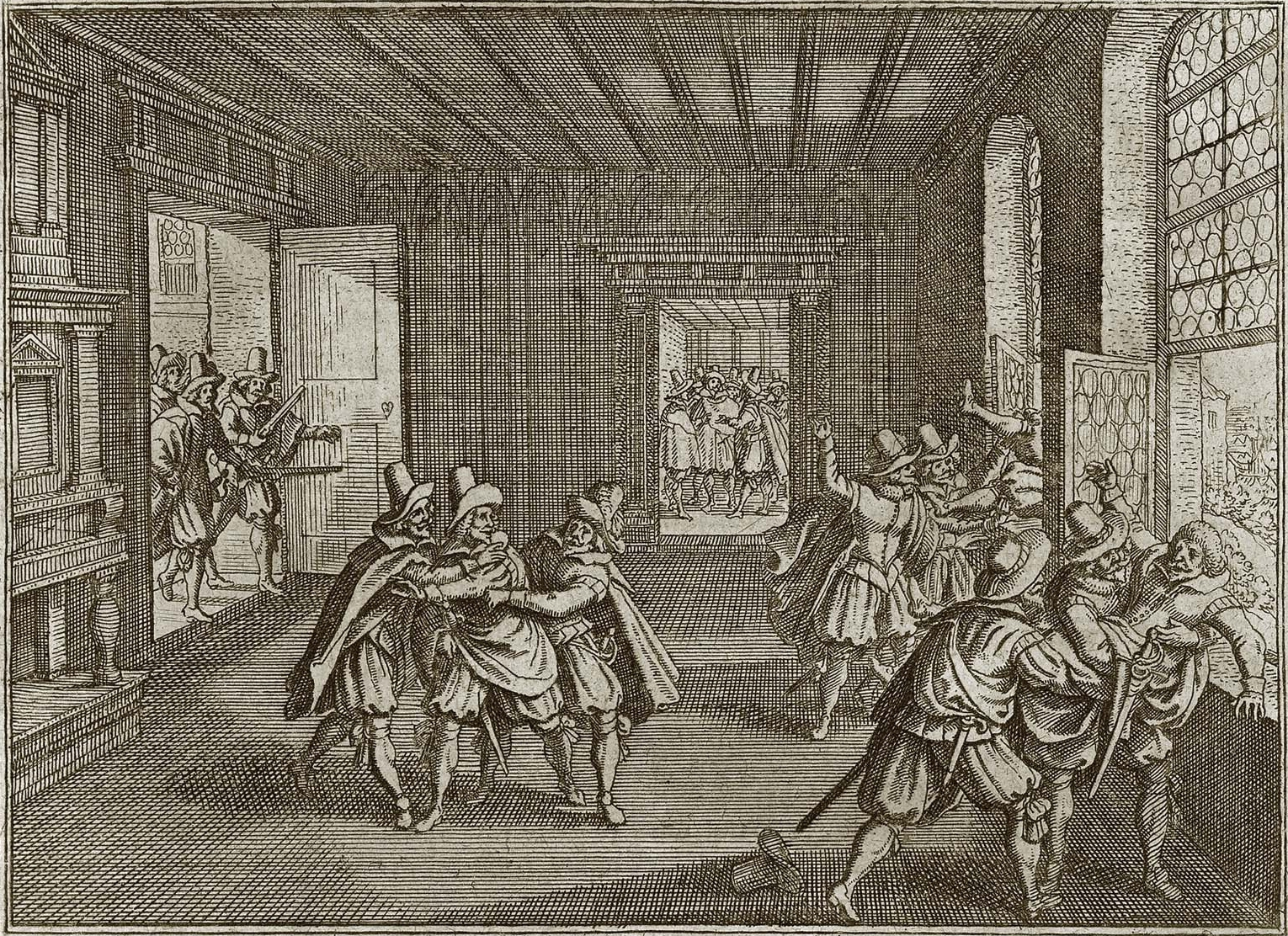
Zweiter Prager Fenstersturz von 1618, der den Dreißigjährigen Krieg auslöste

Im 9. Jahrhundert wurde die Prager Burg mit dem unterhalb im Bereich der heutigen Kleinseite liegenden Suburbium und im 10. Jahrhundert eine zweite Burg auf dem Vyšehrad als Sitz der Přemysliden angelegt. Im Schutz der beiden Burgen entwickelten sich auf beiden Seiten der Moldau Ansiedlungen einheimischer Handwerker sowie deutscher und jüdischer Kaufleute. Um 1230/1234 ließ Wenzel I. die größte dieser Siedlungen an der Moldaubiegung befestigen und erteilte ihr das Stadtrecht. Prag wurde damit zur königlichen Residenzstadt der böhmischen Herrscher. Sein Sohn Přemysl Ottokar II. vertrieb die auf dem anderen Moldauufer unterhalb der Burg ansässige tschechische Bevölkerung und gründete 1257 die erste Prager Neustadt, die Kleinseite (Malá Strana). Als dritte Prager Stadt wurde vor 1320 von den Burggrafen die abhängige Hradschin-Stadt (auch Burgstadt, Hradčany) unmittelbar westlich der Burg angelegt.
Unter Kaiser Karl IV. und seinem Sohn Wenzel IV. erblühte Prag als Kaisersitz des Heiligen Römischen Reiches in der zweiten Hälfte des 14. Jahrhunderts wirtschaftlich, kulturell, politisch und auf vielen weiteren Gebieten. Hier wurde 1348 die Karls-Universität als erste Universität in Mitteleuropa gegründet. Durch den Bau der Prager Neustadt im selben Jahr wurde die Agglomeration mit weit über 40.000 Einwohnern viertgrößte Stadt nördlich der Alpen und hinsichtlich ihrer Fläche drittgrößte Stadt in Europa. Ab dem Jahr 1419 wurde sie jedoch in den Hussitenkriegen schwer erschüttert und teilweise zerstört.
Ende des 16. Jahrhunderts bestimmte Kaiser Rudolf II. Prag wieder zur Residenzstadt. Von dieser Zeit zeugen prachtvolle barocke Palais und Kirchen. Durch den Zweiten Prager Fenstersturz wurde der Dreißigjährige Krieg ausgelöst. Der Siebenjährige Krieg hinterließ Spuren in der Stadt. 1784 schlossen sich die vier bisher selbstständigen Städte Hradschin (Hradčany), Kleinseite (Malá Strana), Altstadt (Staré Město) und Neue Stadt (Nové město) zur gemeinsamen Stadt Prag zusammen.

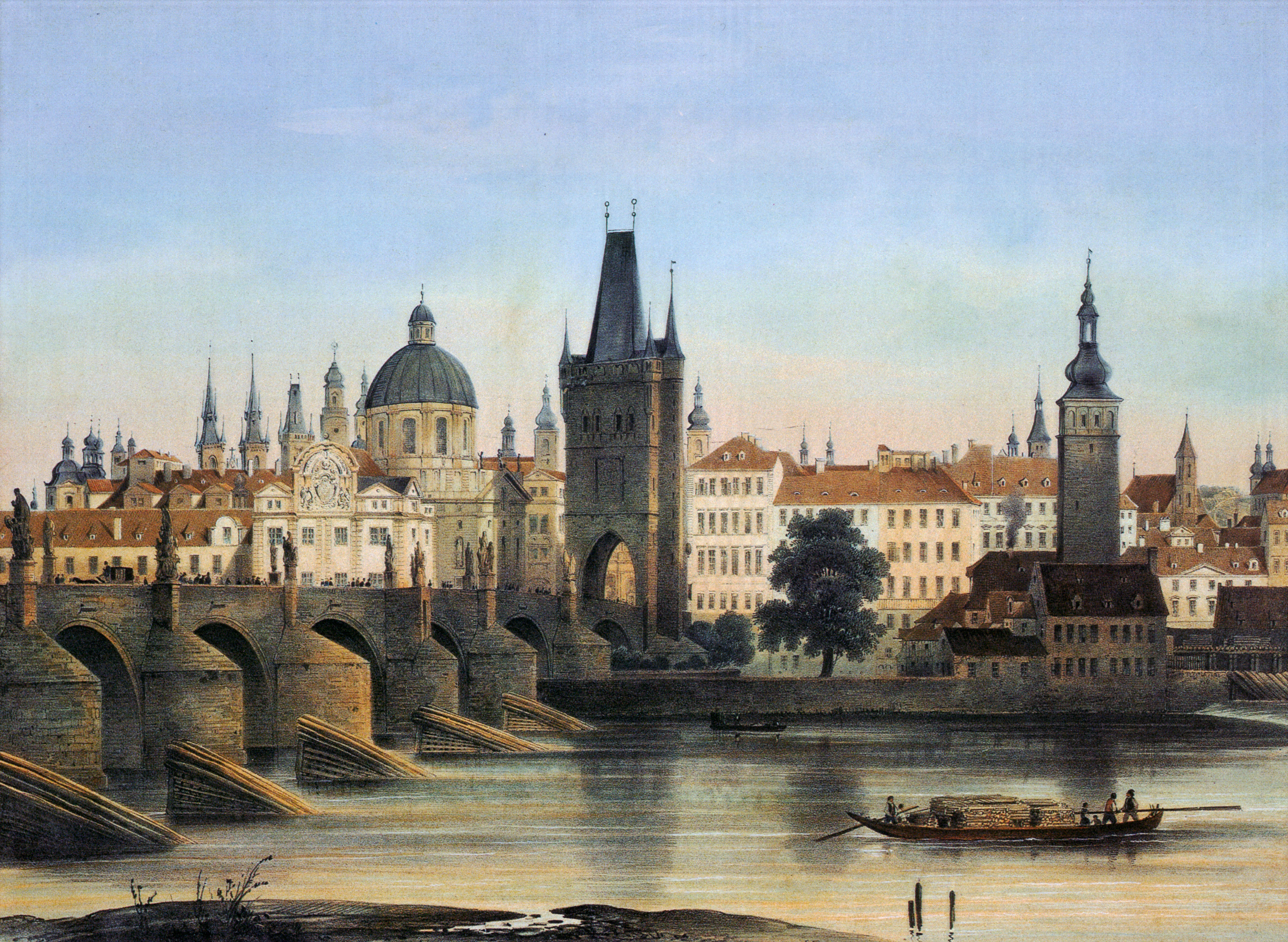
Karlsbrücke Richtung Altstädter Seite (um 1840)

Im Laufe des 19. Jahrhunderts erlebte Prag einen bedeutenden kulturellen Aufschwung. Es entstanden unter anderem das Nationalmuseum und das Nationaltheater. Um 1860 verlor Prag seine seit dem Mittelalter bestehende deutsche Bevölkerungsmehrheit. Die Stadt war geprägt durch einen regen kulturellen Austausch zwischen den Nationalitäten, allerdings kam es auch vermehrt zu Konflikten zwischen den Volksgruppen, die oft auch sozialer Natur waren. Um 1900 war das weltoffene Prag ein Zentrum für Künstler und Literaten tschechischer und deutscher Sprache.
Nach dem Ersten Weltkrieg erreichte die tschechische Nationalbewegung um Tomáš Garrigue Masaryk ihr Ziel und es wurde die demokratische Tschechoslowakei, der Nationalstaat der Tschechen und Slowaken, gegründet, dessen Hauptstadt Prag wurde. Die Stadt wurde 1920 durch Eingemeindung zahlreicher Vororte vergrößert und sie erlebte einen wirtschaftlichen und kulturellen Aufschwung. 1937 wurde der zivile Flughafen Praha Ruzyně eröffnet.
Das Schicksal der demokratischen Tschechoslowakei wurde schließlich mit dem Münchner Abkommen im Jahr 1938 und dem Einmarsch der Wehrmacht auf Befehl Hitlers im Jahr darauf besiegelt. Prag wurde Hauptstadt des neu errichteten Protektorates Böhmen und Mähren. Die Nationalsozialisten ließen während der Besatzung über 40.000 Juden aus Prag deportieren und ermorden. Am 27. Mai 1942 verübten Widerstandskämpfer ein tödliches Attentat auf Reinhard Heydrich, den stellvertretenden Reichsprotektor. Am 5. Mai 1945 kam es zum Aufstand der Prager Bürger und zu Barrikadenkämpfen. Die Wehrmacht zog großteils ab, bevor die Rote Armee am 9. Mai Prag erreichte. Unmittelbar nach Kriegsende im Mai 1945 verließen die Deutschen die Stadt oder sie wurden gewaltsam vertrieben, wodurch die Jahrhunderte währende mehrsprachige Prägung Prags endete.

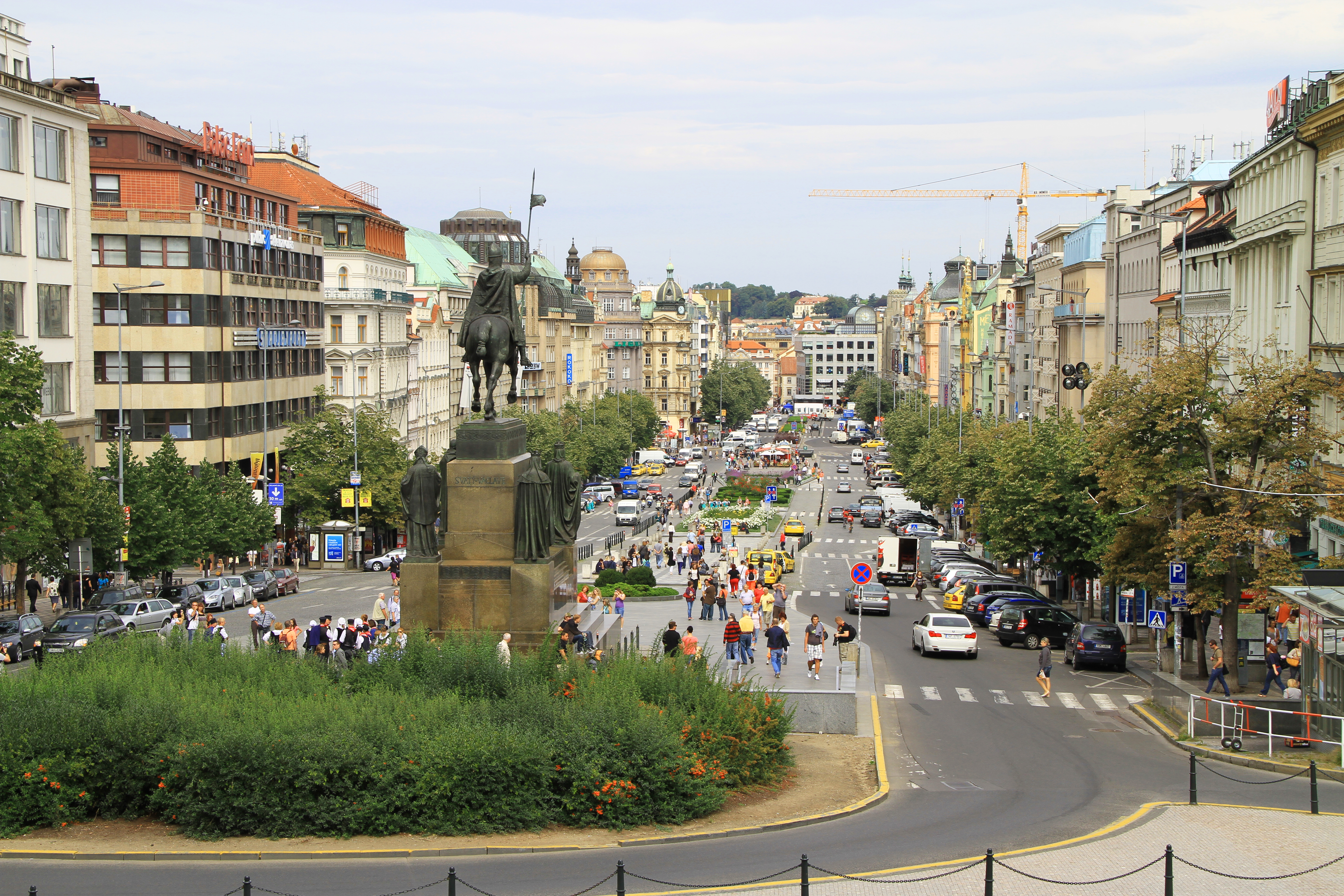
Der zentrale Wenzelsplatz, Schauplatz zahlreicher politischer Demonstrationen im 20. Jahrhundert

Im Februar 1948 geriet Prag unter das kommunistische Regime Klement Gottwalds. Während des Prager Frühlings 1968 wurde auf friedliche Weise versucht, den vorherrschenden autoritären Sozialismus durch liberale Reformen in einen „Sozialismus mit menschlichem Antlitz“ zu ersetzen. Dies wurde am 21. August von Truppen des Warschauer Pakts mit Waffengewalt niedergeschlagen.

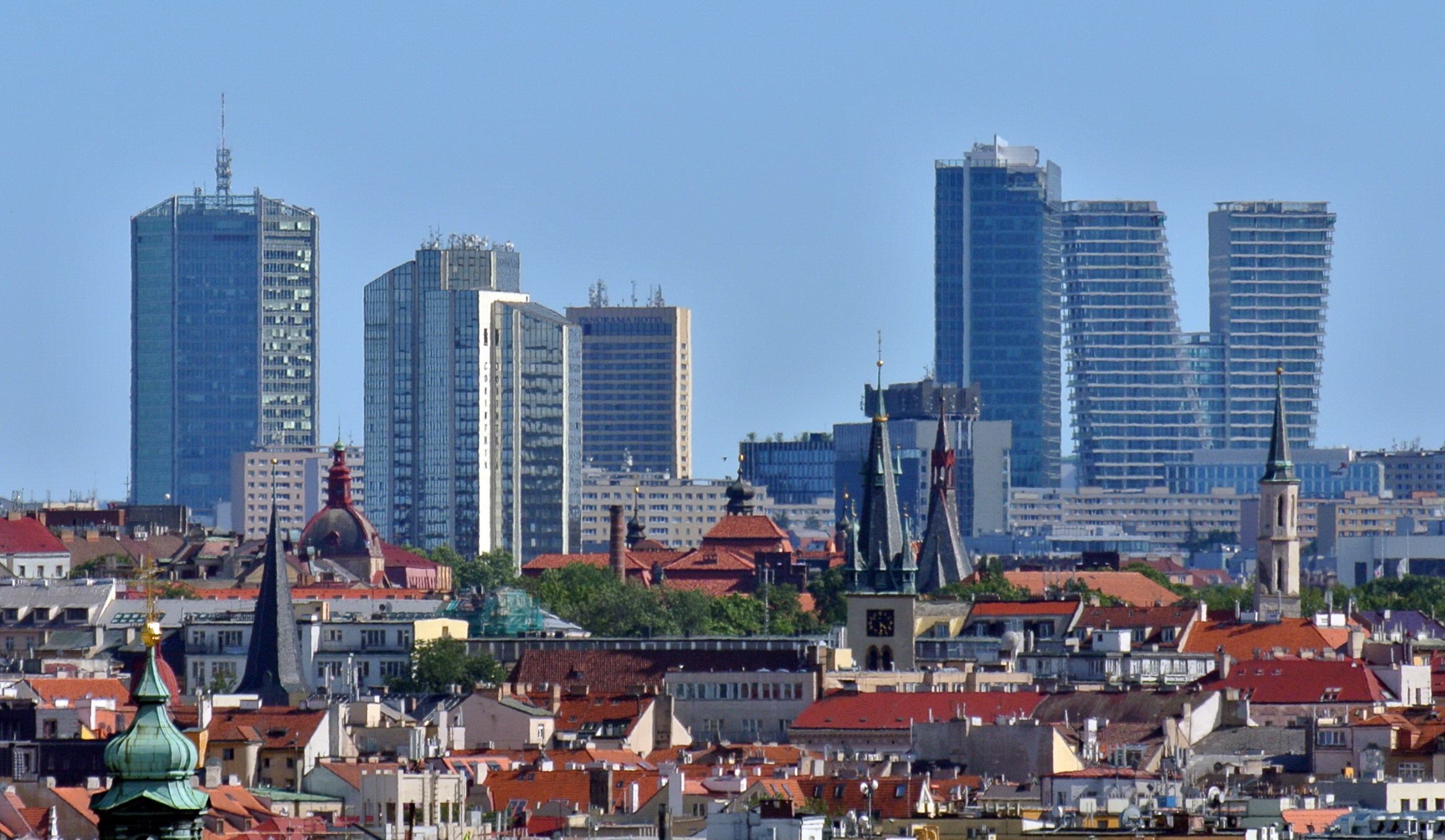
Hochhäuser in Prag-Pankrác

Im September 1989 wurde Flüchtlingen aus der DDR, die in der bundesdeutschen Botschaft Zuflucht gesucht hatten, die Ausreise in den Westen gestattet. Im November 1989 war Prag Schauplatz der sogenannten Samtenen Revolution, die das Ende des sozialistischen Regimes in der Tschechoslowakei bedeutete.

## Bevölkerungsentwicklung
In der Hauptstadt Prag wohnen etwa 1,3 Millionen Menschen, das ist fast ein Achtel der Gesamtbevölkerung Tschechiens. Die Mehrheit verteilt sich auf die zahlreichen Außenbezirke und auf die Neubaugebiete an den Stadträndern. Die historische Innenstadt hat lediglich etwa 40.000 Einwohner.
Die Arbeitslosenquote liegt schon seit Jahren sehr niedrig. 2022 betrug sie 1,6 Prozent der Prager Bevölkerung.
| Jahr | Einwohner       | Anmerkungen |
| ---- | --------------- | --- |
| 1230 | ca. 3.000–4.000 | nur Altstadt |
| 1370 | ca. 40.000      | Altstadt, Neustadt, Kleinseite und Hradschin |
| 1600 | ca. 60.000      | Altstadt, Neustadt, Kleinseite und Hradschin |
| 1794 | 74.485          | in den vier Hauptvierteln 65.624 Christen (darunter 3.764 Fremde), auf dem Vyšehrad 705 Einwohner und in der Judenstadt 8.138 Israeliten                                                                                      |
| 1804 | 76.000          | |
| 1837 | 105.500         | |
| 1857 | 142.588         | davon 71.924 Einheimische: 40.216 Tschechen (55,9 %), 24.000 Deutsche (33,4 %), 7.706 Juden (10,7 %). Letztere wurden ihrer Sprache nach zugeteilt, daher gesamt: Tschechen 58,6 %, Deutsche 41,4 %; 176.326 mit den Vororten |
| 1869 | 157.813         | davon 118.638 Einheimische, „Zählung der Einheimischen nach Nazionalitäten“: 96.690 Tschechen (81,5 %), 21.247 Deutsche (17,9 %), 701 Andere (0,6 %); 223.371 mit den Vororten                                                |
| 1880 | 162.323         | 314.400 mit den Vororten |
| 1886 | 177.498         | 282.858 mit den Vororten, ohne das Militär (8131 Mann, davon 6399 in Prag und 1732 im Vorort Karolinenthal) |
| 1900 | 222.588         | 474.897 mit den Vororten, in der eigentlichen Stadt 88,9 % Katholiken, 1,8 % Evangelische und 8,9 % Juden, der Umgangssprache nach 91,3 % Tschechen und 8,6 % Deutsche                                                        |
| 1925 | 718.300         | nach Eingemeindung der Vororte Karlín, Vinohrady, Smíchov, Žižkov, Nusle und Dejvice |

| Jahr | Einwohner |
| ---- | --------- |
| 1950 | 931.500   |
| 1980 | 1.182.800 |
| 1998 | 1.193.300 |
| 2001 | 1.169.100 |
| 2005 | 1.173.000 |
| 2007 | 1.194.407 |
| 2008 | 1.233.211 |
| 2012 | 1.241.664 |
| 2016 | 1.267.449 |
| 2017 | 1.280.508 |
| 2021 | 1.301.432 |

## Politik und Verwaltung

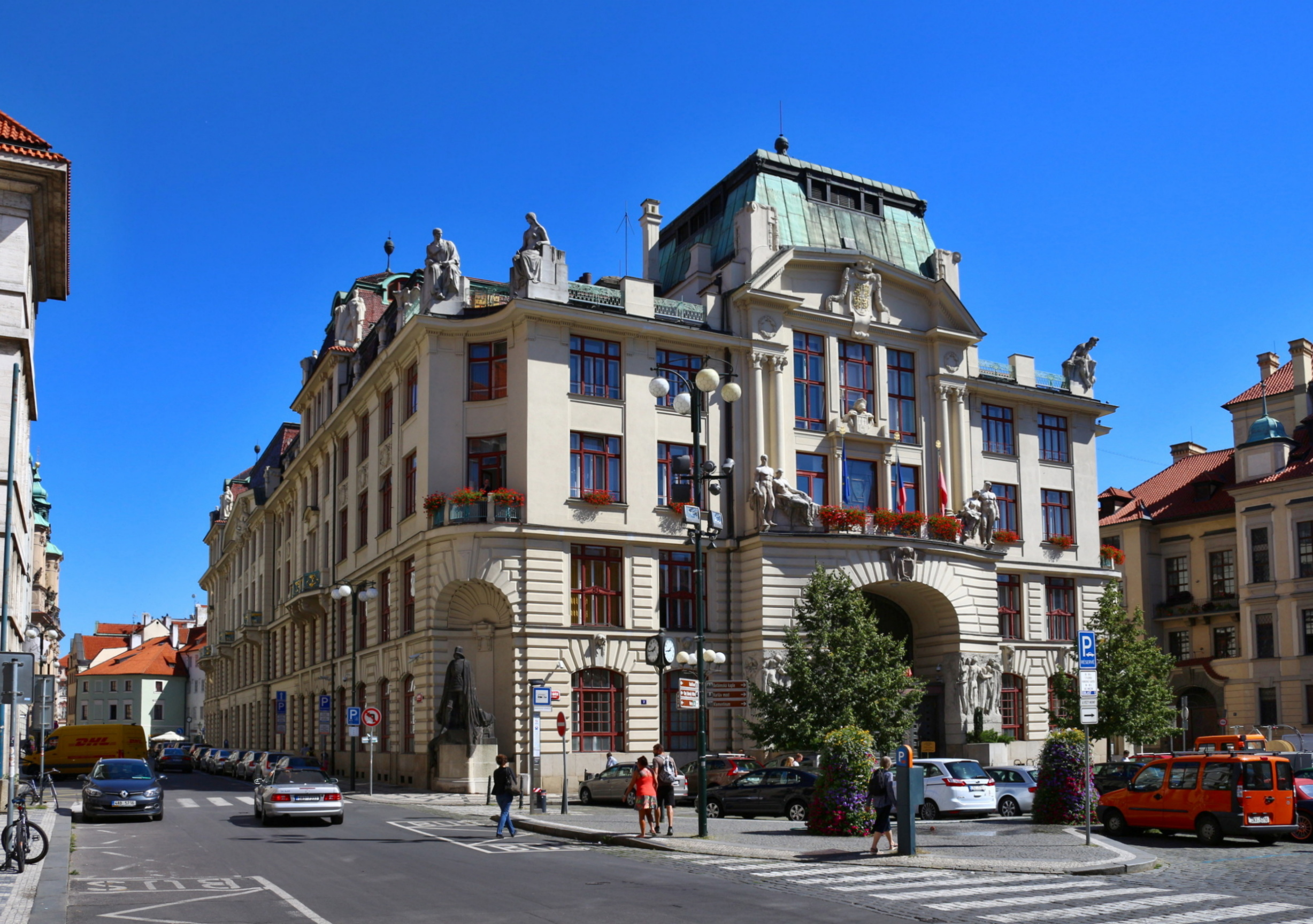
Das Neue Rathaus, Sitz des Magistrats

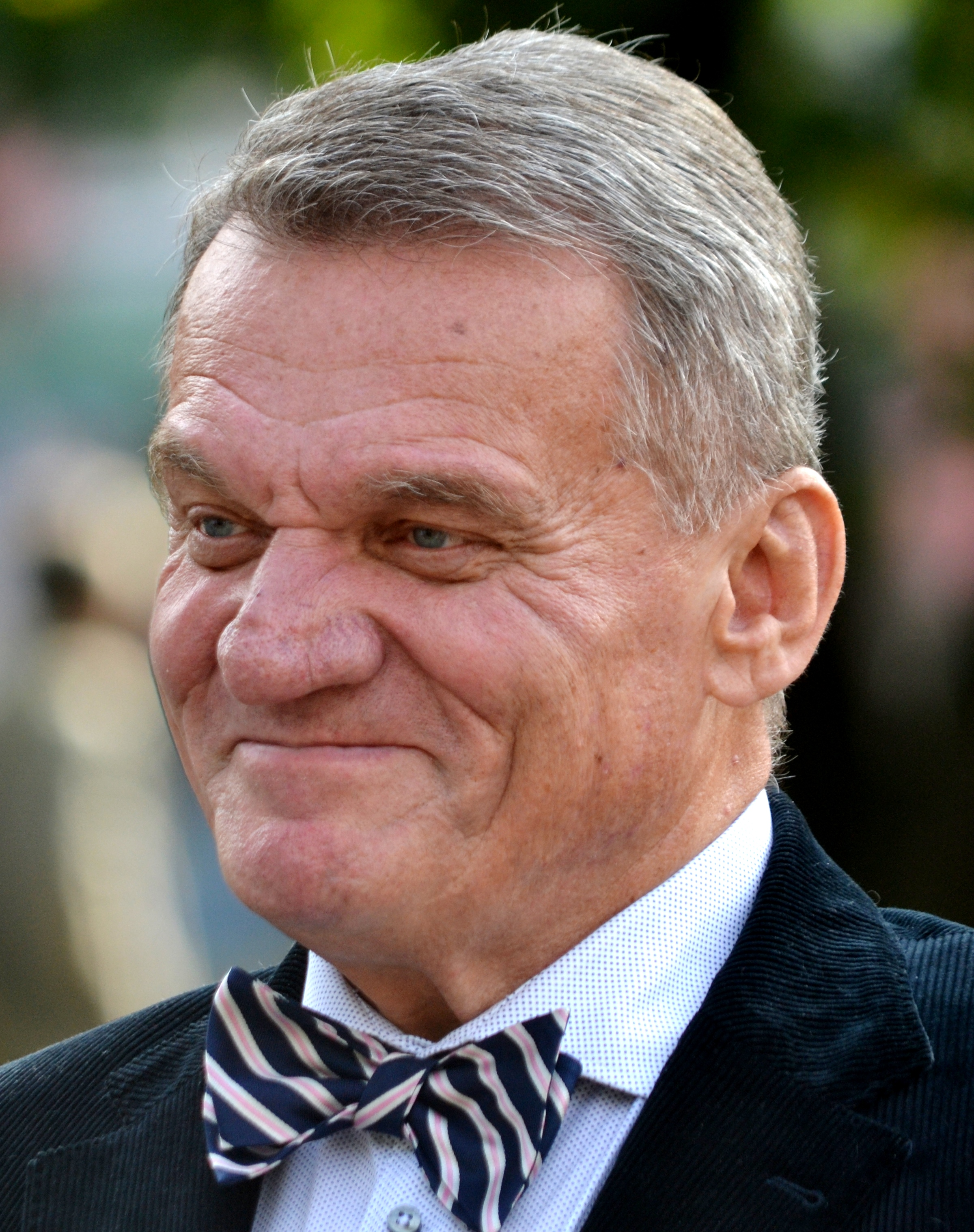
Der amtierende Prager Oberbürgermeister Bohuslav Svoboda (2014)

Die Organe der Hauptstadt Prag sind: Stadtvertretung (Zastupitelstvo hlavního města Prahy), Stadtrat (Rada) und Oberbürgermeister (Primátor). Die 65-köpfige Stadtvertretung wird in den allgemeinen Kommunalwahlen per Verhältniswahl gewählt. Diese wählt danach aus eigenen Reihen den elfköpfigen Stadtrat und das Stadtoberhaupt, den Primátor. Amtierender Primátor ist seit 2023 Bohuslav Svoboda.
Seit der Verwaltungsreform von 2000 ist das Stadtgebiet Prags eine selbstständige höhere selbstverwaltende Gebietseinheit und steht so den weiteren 13 Regionen (Kraj) Tschechiens gleich. Der Primátor Prags erfüllt sogleich die Aufgaben des Hauptmanns einer Region.
Jede Verordnung und der Etat der Stadt müssen durch die Stadtvertretung verabschiedet werden. Das Stadtverwaltungsamt ist der Magistrat. Seine Aufgabenbereiche sind die Selbstverwaltung der Stadt auf Gesamtebene und Ausführung der übertragenen Staatsgewalt, sobald diese nicht den kleineren Selbstverwaltungseinheiten zusteht.
Seit dem 1. Juli 2001 wird die Stadt in 57 Stadtteile (městská část) und 22 Verwaltungsbezirke (správní obvod) geteilt. Die Verwaltung der einzelnen Stadtteile wird Stadtteilbehörde genannt (z. B. Úřad městské části Praha 1). Die Stadtteile verfügen im Rahmen der Selbstverwaltung über ähnliche Strukturen wie die ganze Stadt: Stadtteilvertretung, Rat und Bürgermeister.
Die Stadtteile sind mit anderen in 22 Verwaltungsbezirke zusammengeschlossen (manche Stadtteile bilden den Verwaltungsbezirk allein). In diesen Verwaltungsbezirken befindet sich immer eine Stadtteilbehörde, welche Verwaltungsaufgaben für alle Stadtteile im Verwaltungsbezirk übernimmt. Sie heißt beauftragte Behörde (pověřený úřad).

### Sitzverteilung in der Stadtvertretung
Die Ergebnisse der letzten Wahlen:
| Partei oder Wahlbündnis      | 2022 | 2018 | 2014 | 2010 | 2006 | 2002 |
| ---------------------------- | ---- | ---- | ---- | ---- | ---- | ---- |
| Spolu (ODS, KDU–ČSL, TOP 09) | 19   | –    | –    | –    | –    | –    |
| ODS                          | –    | 14   | 8    | 20   | 42   | 30   |
| Piráti                       | 13   | 13   | 4    | –    | –    | –    |
| Praha sobě                   | 11   | 13   | –    | –    | –    | –    |
| STAN                         | 5    | –    | –    | –    | –    | –    |
| TOP 09                       | –    | –    | 16   | 26   | –    | –    |
| TOP 09 und STAN              | –    | 13   | –    | –    | –    | –    |
| ANO 2011                     | 14   | 12   | 17   | –    | –    | –    |
| ČSSD                         | 0    | 0    | 8    | 14   | 12   | 12   |
| KSČM                         | 0    | 0    | 4    | 3    | 6    | 8    |
| Sonstige                     | 3    | 0    | 8    | 0    | 10   | 20   |

### Verwaltungsbezirke
Zu Verwaltungszwecken ist Prag seit 2002 in 22 durchnummerierte Verwaltungsbezirke (správní obvod) gegliedert, die aus einem oder mehreren Stadtteilen (městská část) bestehen, von denen es insgesamt 57 gibt. Die Stadtteile setzen sich ihrerseits aus Katastralgebieten (katastrální území, zurzeit insgesamt 112) zusammen und entsprechen im inneren Stadtraum nur selten den historisch gewachsenen Stadtvierteln oder den früh eingemeindeten Vororten und -städten. So setzt sich der Stadtteil 1 (gleichzeitig Stadtbezirk 1) aus den früheren Stadtvierteln Staré Město (Altstadt) und Josefov sowie Teilen der Stadtviertel Holešovice, Hradčany (Hradschin), Malá Strana (Kleinseite), Nové Město (Neustadt) und (Královské) Vinohrady zusammen. Die Nummerierung der 22 Stadtbezirke durchzieht Prag in aufsteigender Folge spiralförmig im Uhrzeigersinn von innen nach außen.
Die nachfolgende Liste gibt einen Überblick über die Stadtbezirke, in Klammern eine Auswahl der dazugehörigen Stadtteile und Katastralgemeinden.

Karte der Verwaltungsbezirke (správní obvod) und Stadtteile (městská část) der Stadt Prag

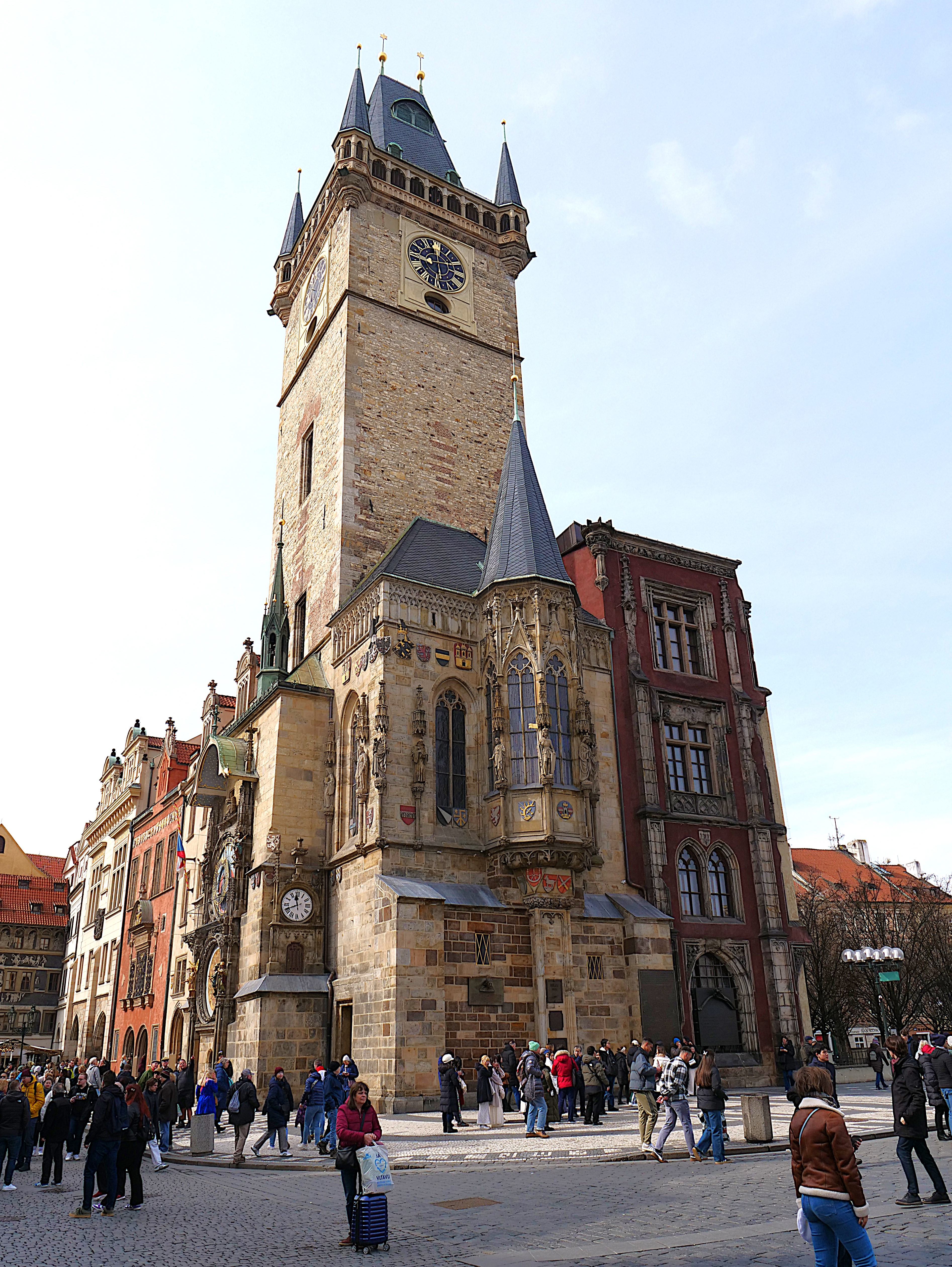
Altstädter Rathaus

- Prag 1 (Staré Město, Nové Město, Malá Strana, Hradčany, Josefov)
- Prag 2 (Nové Město, Vinohrady)
- Prag 3 (Žižkov)
- Prag 4 (Nusle, Michle, Kunratice, Modřany)
- Prag 5 (Slivenec, Smíchov)
- Prag 6 (Lysolaje, Nebušice, Přední Kopanina, Suchdol)
- Prag 7 (Troja, Holešovice)
- Prag 8 (Karlín, Libeň, Bohnice, Březiněves, Ďáblice, Dolní Chabry, Horní Chabry)
- Prag 9 (Prosek, Vysočany)
- Prag 10 (Strašnice, Vršovice)
- Prag 11 (Chodov, Háje, Křeslice, Šeberov, Újezd)
- Prag 12 (Modřany, Libuš)
- Prag 13 (Řeporyje, Stodůlky, Butovice)
- Prag 14 (Černý Most, Dolní Počernice)
- Prag 15 (Dolní Měcholupy, Dubeč, Petrovice, Štěrboholy)
- Prag 16 (Radotín, Lipence, Lochkov, Velká Chuchle, Zbraslav)
- Prag 17 (Řepy, Zličín)
- Prag 18 (Letňany, Čakovice)
- Prag 19 (Kbely, Satalice, Vinoř)
- Prag 20 (Horní Počernice)
- Prag 21 (Újezd nad Lesy, Běchovice, Klánovice, Koloděje)
- Prag 22 (Uhříněves, Benice, Kolovraty, Královice, Nedvězí)

Daneben gibt es in Prag noch Gliederungen in zehn Gerichts- und Postbezirke sowie vier Polizeibezirke.
Prag ist Verwaltungssitz des Středočeský kraj (Mittelböhmische Region), wobei die Stadt selbst nicht zu dieser Region gehört.

### Wappen, Flagge
Das Prager Wappen geht zurück auf das 15. Jahrhundert und zeigt auf rotem Grund eine goldene Stadtmauer mit drei Türmen und einem offenes Tor, aus dem ein schwertbewehrter Arm ragt. Das Große Stadtwappen enthält Böhmische Löwen als Schildhalter und den Wahlspruch PRAGA CAPUT REI PUBLICAE (Prag, Hauptstadt der Republik). Die Flagge orientiert sich an den Wappenfarben und ist gelb-rot längsgestreift.
|                    |                     |             |
| Großes Stadtwappen | Kleines Stadtwappen | Stadtflagge |

### Städtepartnerschaften
Prag unterhält mit folgenden Städten Partnerschaften. In Klammern ist das Jahr der vertraglichen Vereinbarungen angegeben.
- Drancy (1965)
- Chicago (1990)
- Frankfurt am Main (1990)
- Hamburg (1990)
- Nürnberg (1990)
- Phoenix (1992)
- Berlin (1995)
- Tirana (1995)
- Kyōto (1996)
- Paris (1997)
- Taipeh (2001)
- Brüssel (2003)
- Bratislava
- Jerusalem

In der Vergangenheit führte Prag eine Städtepartnerschaft mit folgenden Städten:
- Sankt Petersburg (1991–2014)
- Moskau (1995–2014)

## Wirtschaft

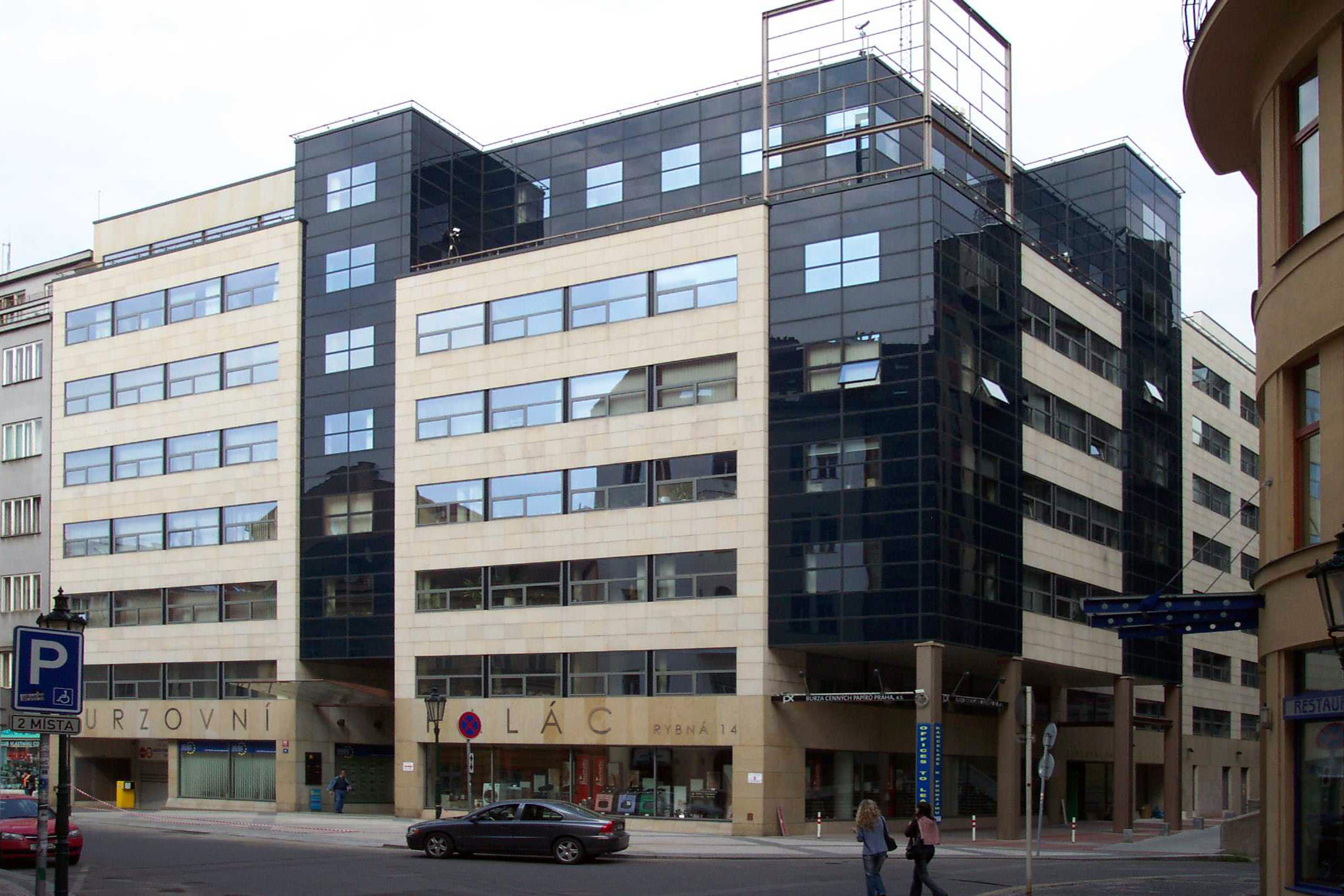
Prager Börsenpalais

Die Hauptstadt der Tschechischen Republik gehört traditionell zu den wichtigsten wirtschaftlichen Zentren des Landes. Bedeutend ist der Tourismus mit 5,5 Millionen Übernachtungsgästen im Jahr 2013, davon 86 Prozent Ausländer. Bürogebäude, Luxuswohnungen und Hotels sind entstanden, gleichzeitig hat sich die Zahl der Bewohner des Zentrums von 100.000 auf ein Fünftel reduziert. Ausländische Touristen brachten 2016 Einnahmen von 2,7 Milliarden US-Dollar.
Prag ist auch der Sitz der Wertpapierbörse des Landes. Sie ist als Prager Börse bekannt.
Laut einer Studie aus dem Jahr 2014 erwirtschafte der Großraum Prag ein Bruttoinlandsprodukt von 89,2 Milliarden US-Dollar (KKP). In der Rangliste der wirtschaftsstärksten Metropolregionen weltweit belegte er damit den 151. Platz. Das BIP pro Kopf betrug 46.947 US-Dollar. Die Stadt Prag ist für ein Viertel der ökonomischen Aktivität des Landes verantwortlich. In einer Rangliste der wichtigsten Finanzzentren weltweit belegte Prag den 71. Platz (Stand: 2018). Im Vergleich mit dem BIP der EU, ausgedrückt in Kaufkraftstandards, erreichte Prag im Jahr 2011 einen Index von 171 Prozent (EU-27:100).
- Schulden gesamt: 26,8 Milliarden Kronen, entspricht knapp 1 Milliarde Euro (2010)
- Schulden pro Einwohner: 792 Euro (2010)
- Arbeitslosigkeit: 3,4 % (Juni 2002); 2,5 % (April 2009)

### Verarbeitende Industrie

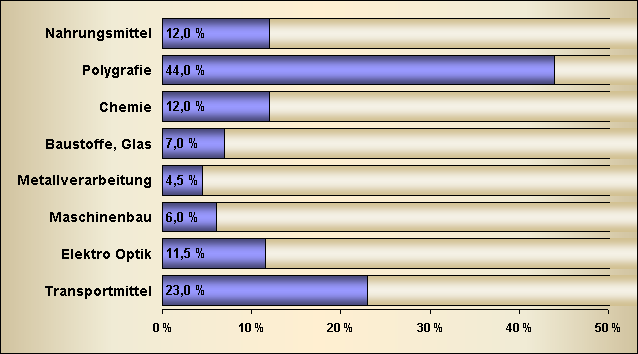
Prozentualer Anteil der Wirtschaftszweige in Prag an der Gesamtproduktion der Tschechischen Republik (2002)

Die verarbeitende Industrie Prags macht 7,6 Prozent der Gesamtproduktion des Landes aus, die Stadt nimmt damit in der regionalen Struktur die fünfte Stelle von insgesamt 14 Regionen (kraje) ein. Die Industriegebiete liegen besonders im Nordosten und im Südwesten der Stadt. Auf dem Stadtgebiet gab es 2003 733 Industriebetriebe (ab 20 beschäftigte Personen) mit insgesamt 111.000 Beschäftigten.
Dem Umfang nach nehmen hier zwei Branchen eine herausragende Stellung ein: die Herstellung von Nahrungsmitteln und von elektrischen und optischen Geräten, beide Branchen mit einem Volumen von etwa 33.000 Millionen Kronen im Jahr 2002 (oder etwa 12 Prozent Anteil an der Produktion der Tschechischen Republik); besonders stark ist die Herstellung von Rundfunk- und Fernsehgeräten vertreten (20 Prozent der Gesamtproduktion).
Gefolgt werden diese zwei Branchen durch die polygrafische Industrie mit knapp 24.500 Millionen Kronen Produktion; die Stellung dieses Zweiges wird dadurch unterstrichen, dass Prag in diesem Zweig infolge einer großen Konzentration (mit 44 Prozent der Gesamtproduktion) prozentual die erste Stelle in der Tschechischen Republik einnimmt.
Im Stadtgebiet sind jedoch auch weitere traditionelle Industriezweige angesiedelt:
- Metallverarbeitung
- Maschinenbau
- Chemie einschließlich der pharmazeutischen Industrie
- Baustoffe einschließlich Produkte aus Mineralien (Glas, Porzellan, Keramik)
- Fahrzeugbau, hier insbesondere Schienenfahrzeuge (Siemens, früher ČKD bzw. ČKD Tatra), ferner Krafträder (hier die Traditionsmarke Jawa), aber auch kleine und leichte Flugzeuge (und deren Wartung und Reparatur); vom Produktionsvolumen nicht beeindruckend, jedoch mit einem Anteil von 23 Prozent an der Produktion des Landes

Andere Branchen spielen eine eher untergeordnete Rolle.

## Verkehr

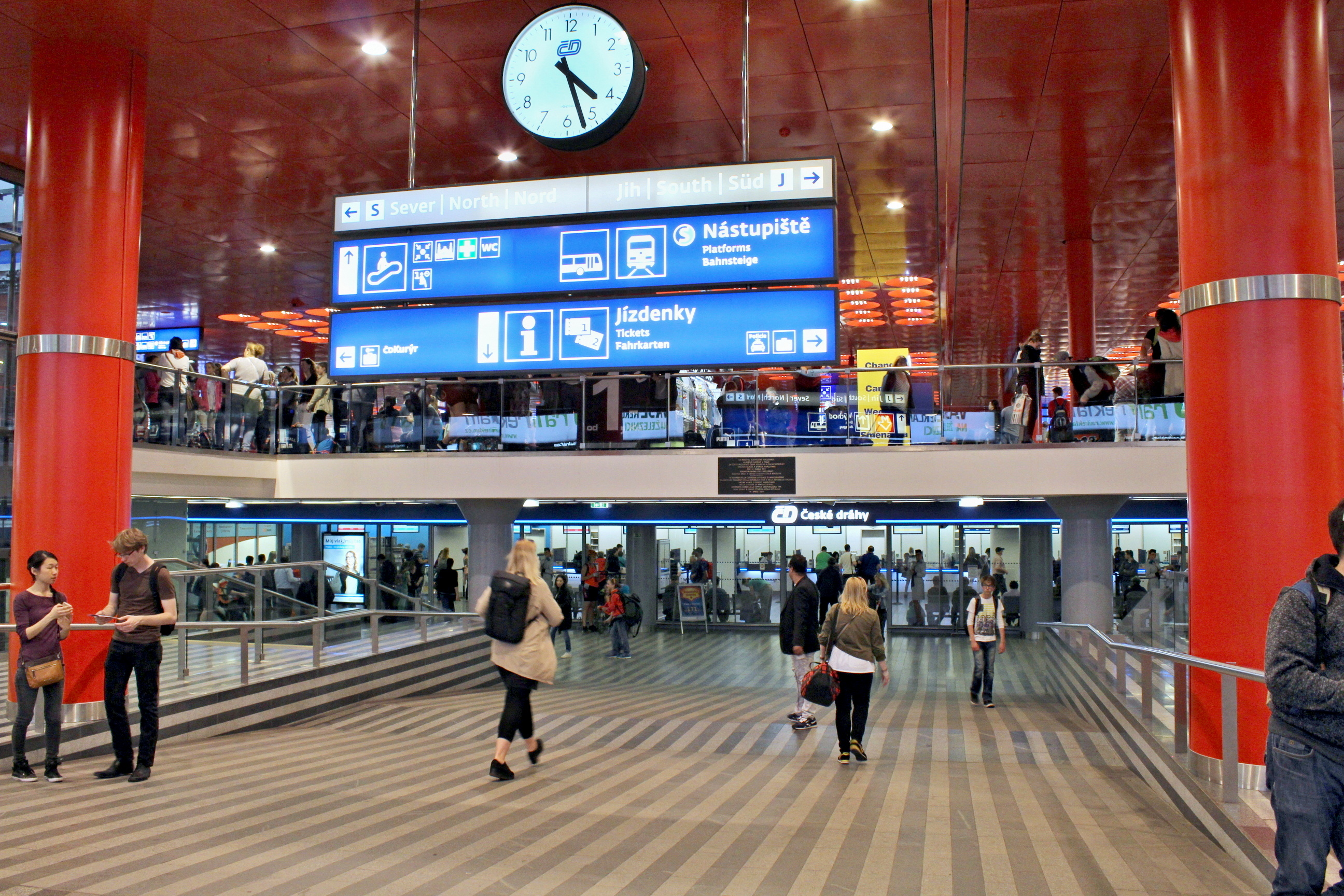
Prager Hauptbahnhof

Im Jahr 2023 wurden 37 % aller Wege in Prag mit öffentlichen Verkehrsmitteln zurückgelegt, 35 % zu Fuß, 25 % mit dem Auto und 1 % mit dem Fahrrad.

### Straßen
Es treffen in Prag die Autobahnen D1 von Brünn, D5 von Nürnberg, D8 von Dresden und D11 von Hradec Králové zusammen. Des Weiteren ist geplant die Autobahn D3 von Prag über České Budějovice nach Linz zu bauen. Daneben führen die Schnellstraßen D4 nach Příbram, D6 nach Karlovy Vary, D7 nach Chomutov und D10 nach Turnov. All diese Straßen sollen durch den Prager Außenring (D0) in Zukunft miteinander verbunden werden. Aktuell existieren von diesem 40 km. Insgesamt soll er bei der Fertigstellung 83 km umfassen.

### Bahn
Der Eisenbahnknoten Prag verknüpft zehn Bahnstrecken. Wichtige Bahnhöfe sind allen voran der Prager Hauptbahnhof, der Bahnhof Holešovice, der Bahnhof Smíchov und der Masaryk-Bahnhof.

### Öffentlicher Nahverkehr

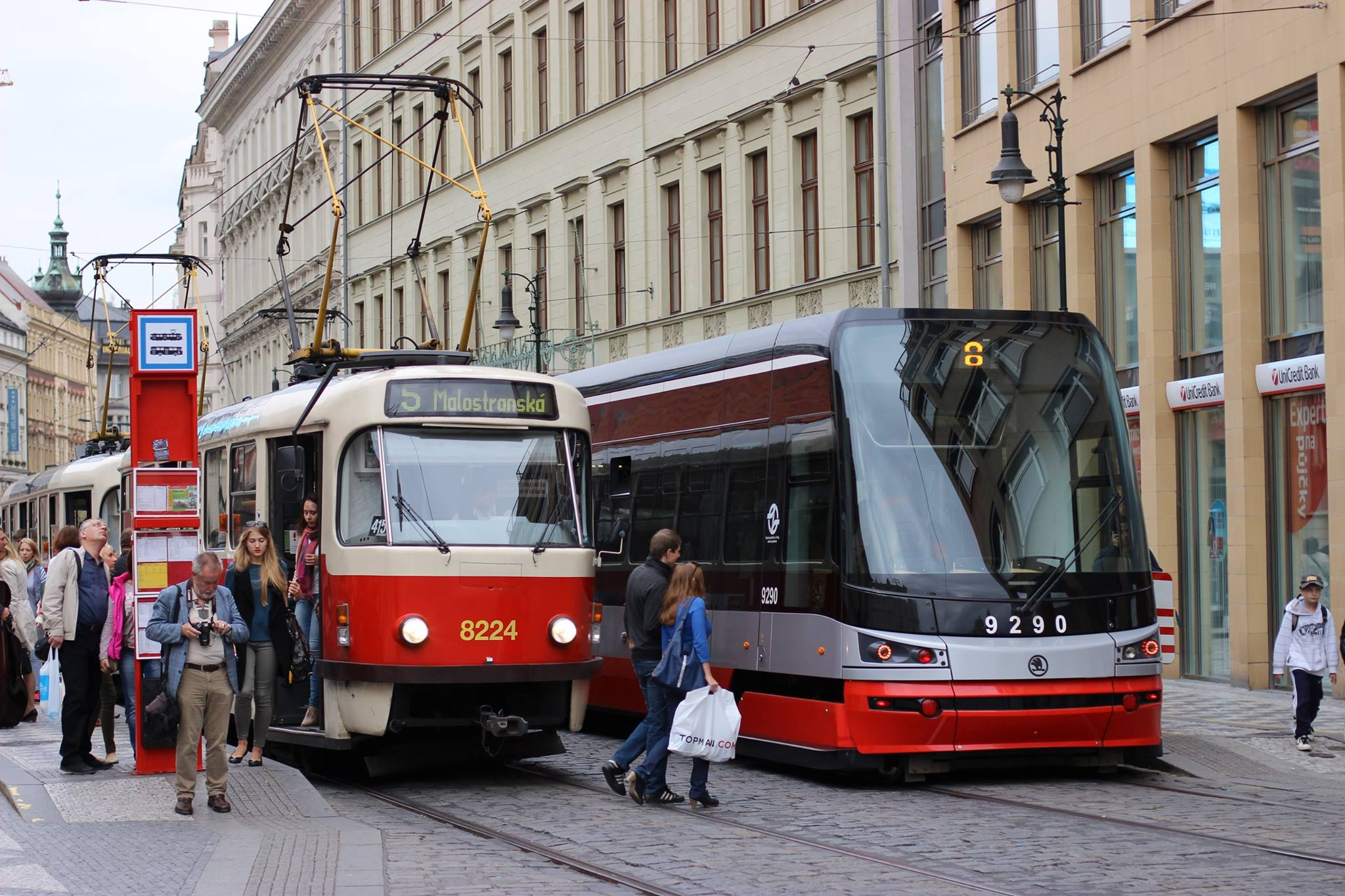
Straßenbahn in der Innenstadt

Das Rückgrat des öffentlichen Personennahverkehrs bildet die Prager Metro mit drei Linien sowie ein dichtes Netz von Straßenbahnen. Vor allem in den Außenbezirken werden sie durch zahlreiche Buslinien ergänzt. Von 1936 bis 1972 verkehrten in Prag auch mehrere Oberleitungsbuslinien, die jedoch zugunsten des Ausbaus der Metro sowie neuer Straßenbahnlinien eingestellt wurden. Im Zuge des Ausbaus der Elektromobilität wurde 2018 eine erste Linie wieder auf O-Bus-Betrieb umgestellt. Fahrleitungen wurden zunächst nur auf Teilabschnitten montiert. Die stromlosen Abschnitte werden im Batteriebetrieb befahren. Seit Dezember 2022 ist diese Linie fertiggestellt. Die Umstellung weiterer Linien ist geplant.

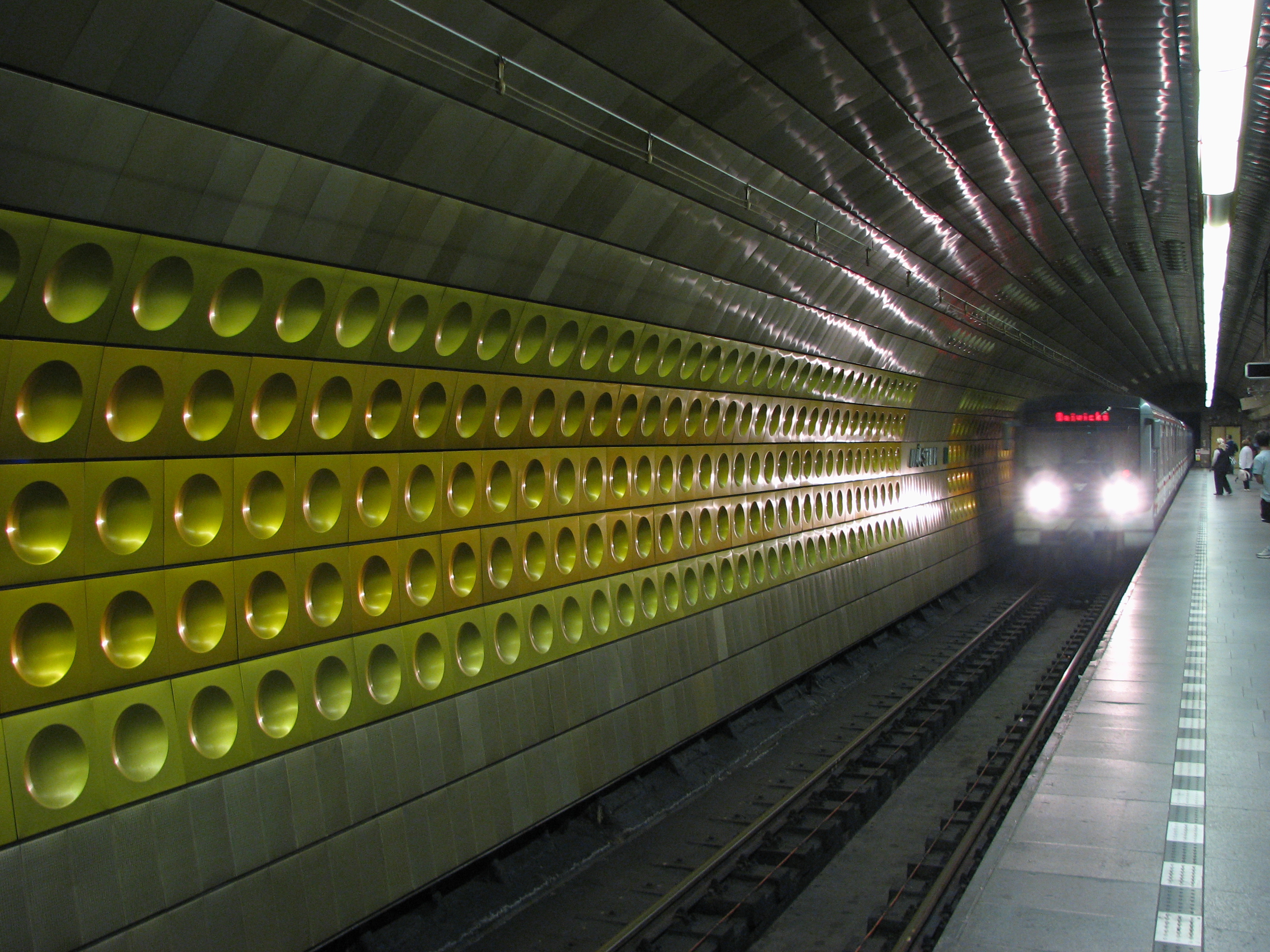
Metrostation Můstek

Die drei U-Bahn-Linien A (Nemocnice Motol ↔ Depo Hostivař), B (Zličín ↔ Černý most) und C (Letňany ↔ Háje), deren erste Abschnitte zu Beginn der 1970er-Jahre mit sowjetischer Hilfe gebaut wurden, kreuzen sich im Zentrum Prags an den drei Stationen Můstek (A|B), Muzeum (A|C) und Florenc (B|C). Die beiden wichtigen Fernbahnhöfe Hauptbahnhof (Hlavní nádraží) und Holešovice (Nádraží Holešovice) sind über die Linie C erreichbar, die für den Regionalverkehr wichtigen Bahnhöfe Smíchov (Smíchovské nádraží) und Masaryk-Bahnhof (Masarykovo nádraží) über die Linie B. Die U-Bahnen verkehren zwischen 5:00 und 24:00 Uhr.
Das Prager Straßenbahnnetz umfasst rund 25 (Tag-)Linien. An zahlreichen Umsteigestationen sind sie untereinander und mit den U-Bahn-Linien verknüpft und fahren teilweise bis in die Außenbezirke der Stadt. Sie sind in der Regel ebenfalls zwischen 05:00 und 24:00 Uhr unterwegs. In Ergänzung dazu und als Ersatz für die U-Bahn verkehren zwischen 00:00 und 05:00 Uhr neun Nacht-Straßenbahnlinien, die eine zentrale Umsteigehaltestelle Lazarská (in der Nähe des Karlsplatzes) besitzen. Das Netz der Nachtstraßenbahnen wird durch einige Nachtbuslinien ergänzt.
Einige Bereiche rund um die Innenstadt sowie die meisten Außenbezirke werden durch Buslinien erschlossen. Ferner existiert ein Netz von regelmäßig verkehrenden, mit S-Bahnen vergleichbaren Vorortzügen der Tschechischen Bahnen (Esko), die zusammen mit den anderen Verkehrsträgern weitgehend im gemeinsamen Verkehrsverbund Pražská integrovaná doprava (PID bzw. ROPID) organisiert sind.
Ein besonderes Verkehrsmittel stellt die eine noch erhaltene von früher zwei existierenden Standseilbahnen dar, die 1891 eröffnete Petřín-Standseilbahn, die mit zwei Unterbrechungen von der Straßenbahnhaltestelle Újezd auf den Berg Petřín verkehrt. Die zweite Bahn dieser Art, die Letná-Standseilbahn, war nur von 1891 bis 1916 in Betrieb. Seit 1996 existiert mit der Seilbahn des NH-Hotels Prag noch ein weiteres einer Standseilbahn technisch ähnliches kleineres Verkehrsmittel mit nur einer Kabine, das die Stadt mit dem höher gelegenen NH-Hotel verbindet.
Bei Touristen beliebt ist die Fahrt mit der Straßenbahn-Linie 22 (Bílá Hora ↔ Nádraží Hostivař). Sie startet am Ort der Schlacht am Weißen Berg, erschließt dann das Schloss Stern und das Stift Břevnov und hält in der Nähe der Prager Burg. Bei der anschließenden Fahrt hinunter zur Kleinseite bietet sich ein Blick über die Moldau. Danach fährt sie über Nationaltheater und Karlsplatz durch die Innenstadt in die östlichen Außenbezirke Prags.
Kinder bis zu 14 Jahren und Senioren ab 65 Jahren werden im Prager ÖPNV seit August 2021 kostenlos befördert. Der öffentliche Nahverkehr zählte nach dem Urteil der Internationalen Automobil-Föderation im Jahr 2010 mit zu den besten in Europa.

### Luft- und Schiffsverkehr

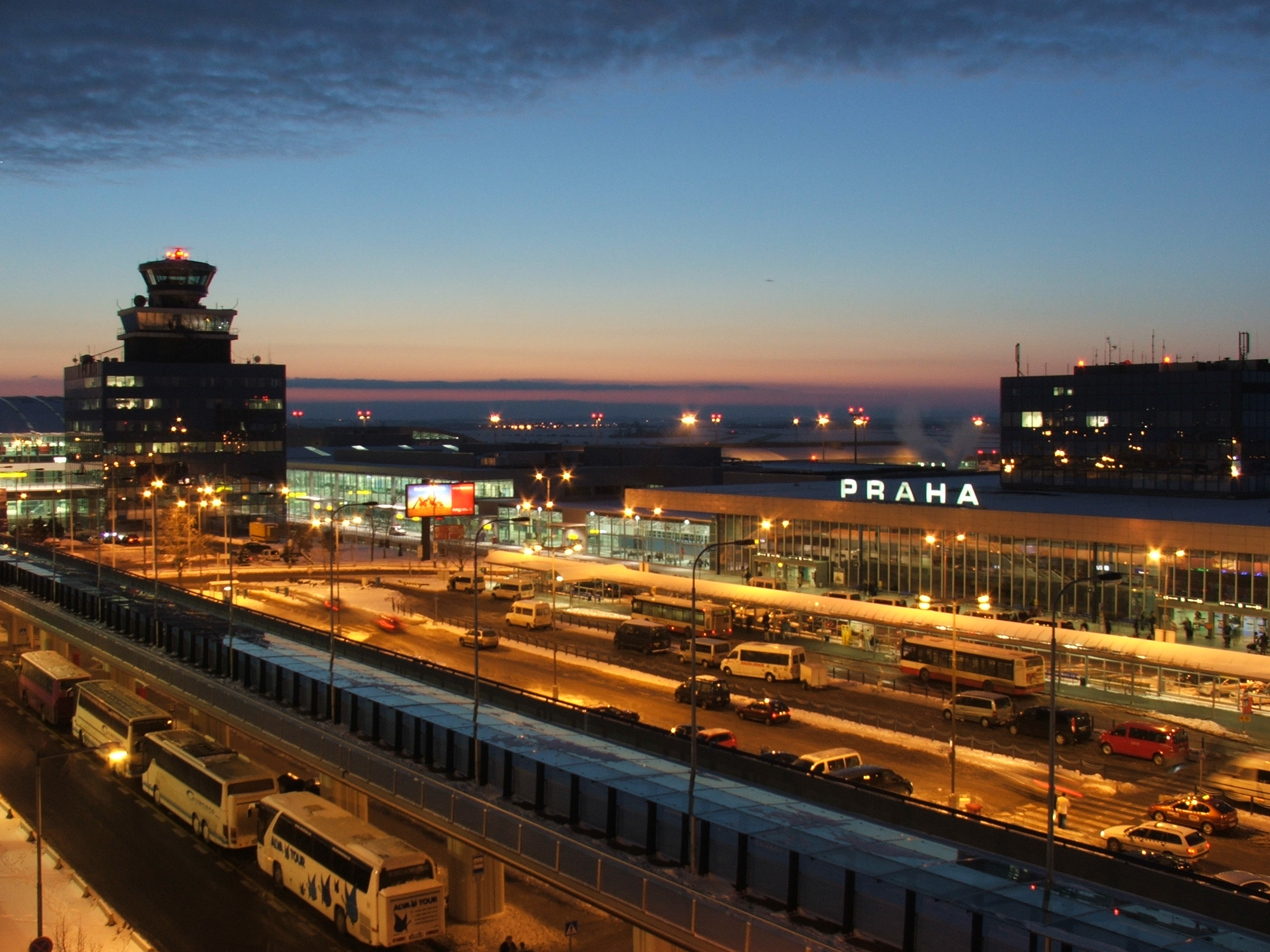
Flughafen Prag

Der Flughafen befindet sich im nordwestlichen Stadtteil Ruzyně und trägt seit 2012 den Namen Václav-Havel-Flughafen. Mit 13,8 Millionen Passagieren ist er der bedeutendste des Landes.
Prag besitzt einen Binnenhafen an der Moldau, den Hafen Radotín. Im Stadtgebiet befinden sich sechs Staustufen. Die Schleusen heißen Modřany- (Km 62,21), Smíchov- (Km 53,80), Štvanice- (Km 50,69), Troja- und Podbaba-Schleuse (Km 43,50). Darüber hinaus gibt es die Schleusenkammer Mánes.

## Bildung

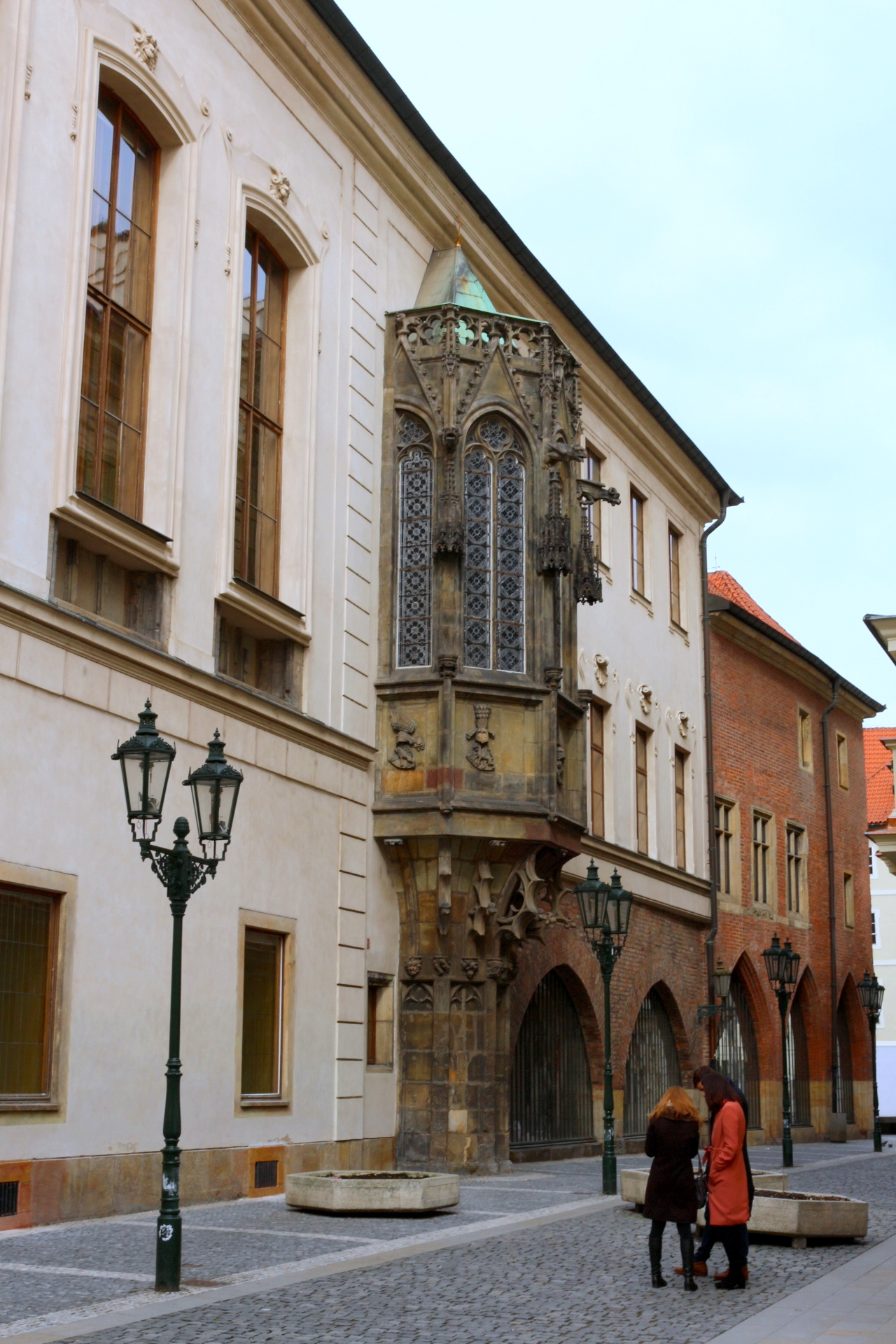
Kapelle des Karolinum aus dem 15. Jahrhundert

Neben der ältesten Universität in Mitteleuropa, der 1348 gegründeten Karls-Universität Prag, wurde 1863 in der Stadt die Tschechische Technische Universität Prag gegründet. Die weiteren Universitäten der Stadt sind die Tschechische Agraruniversität Prag, die Universität für Chemie und Technologie, Prag, die Wirtschaftsuniversität Prag und die Polizeiakademie der Tschechischen Republik. Zu den öffentlichen Kunsthochschulen zählen die Akademie der musischen Künste in Prag, die Akademie der Bildenden Künste Prag und die Kunstgewerbeschule, seit 1946 Akademie für Kunst, Architektur und Design Prag genannt. Zu der Vielzahl von Schulen sowie weiteren öffentlichen und privaten Bildungseinrichtungen zählen das Österreichische, das Akademische, das Kleinseitner und das Neustädter Gymnasium sowie die Deutsche Schule.
Auch die Akademie der Wissenschaften der Tschechischen Republik hat ihren Sitz in Prag. Die zahlreichen Forschungsinstitute sind über das ganze Stadtgebiet verteilt. In Prag sitzt die Nationalbibliothek der Tschechischen Republik.

## Kultur

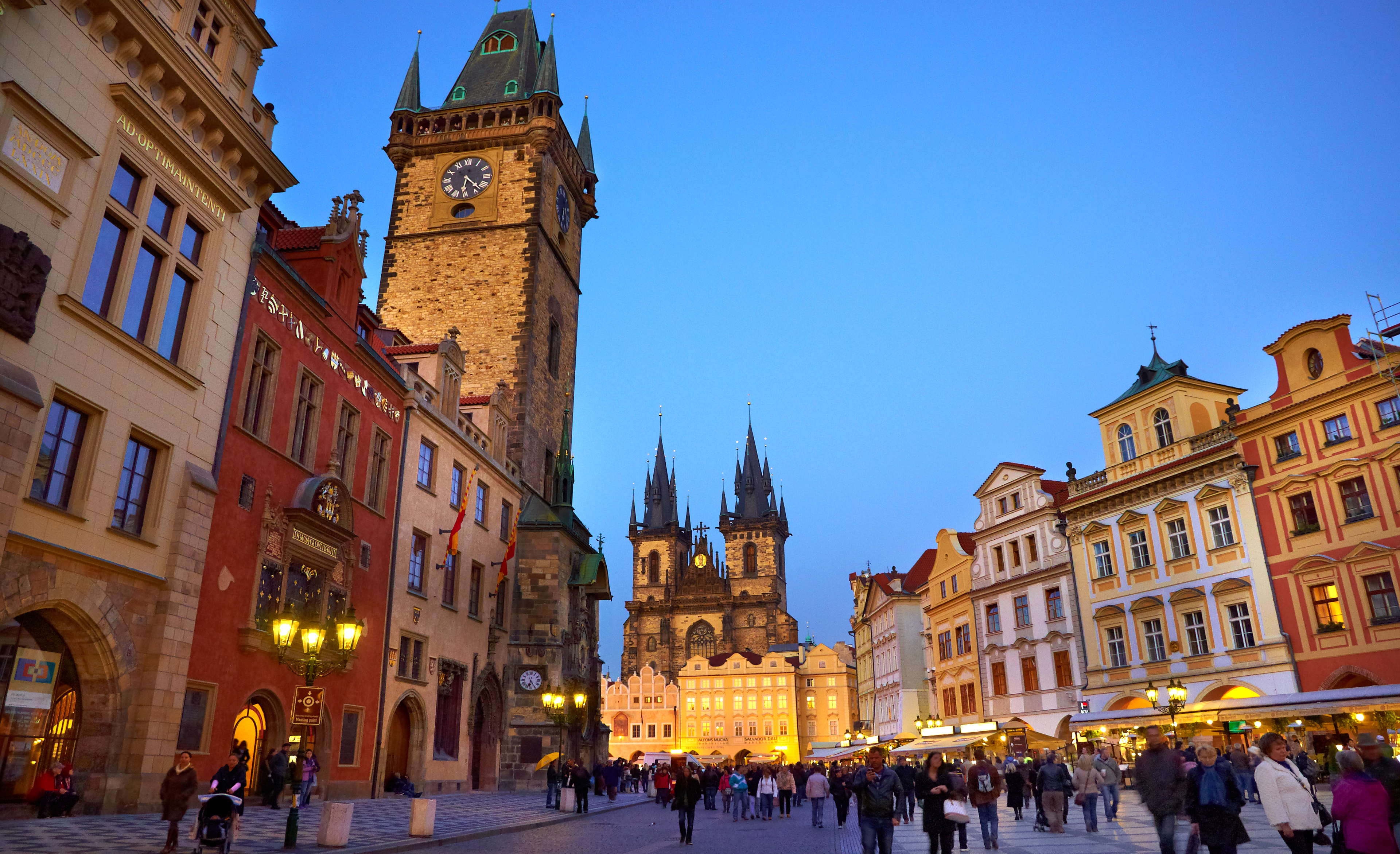
Altstädter Ring mit Blick auf das Altstädter Rathaus und die Teynkirche

Als eine der ältesten und größten Städte in Mitteleuropa ist Prag, das von den Zerstörungen im Zweiten Weltkrieg weitgehend verschont geblieben ist, heute als touristisches Ziel von großer Bedeutung. Seit 1992 zählt das historische Zentrum von Prag zum UNESCO-Welterbe.
In einer Rangliste der Städte nach ihrer Lebensqualität belegte Prag im Jahr 2018 den 69. Platz unter 231 untersuchten Städten weltweit. In der aktualisierten Version von 2024 konnte mit Platz 63 eine Verbesserung erzielt werden.

### Architektur
Die Prager Burg mit dem Veitsdom, die Karlsbrücke und der Altstädter Ring mit Teynkirche, Ungelt, Rathaus und astronomischer Uhr sowie der Mariensäule sind die bekanntesten Sehenswürdigkeiten. Auch die zweite mittelalterliche Burg, der Vyšehrad mit der St. Peter-und-Pauls-Kirche, gehört zu den bekannteren Bauwerken. Die Prager Altstadt wird besonders durch ihre alten Häuser, die oft bis in die Romanik und Gotik zurückreichen, ihre zahlreichen Kirchen und engen Gassen geprägt. Auf der Kleinseite und in der Hradschin-Stadt dominieren dagegen Palais aus der Renaissance und dem Barock. Dort befindet sich nahe der Insel Kampa die John-Lennon-Mauer. Unweit der beiden Stadtteile liegt das Kloster Strahov. Im alten jüdischen Stadtteil Josefov sind mehrere Synagogen und der Alte Jüdische Friedhof erhalten.

Veitsdom
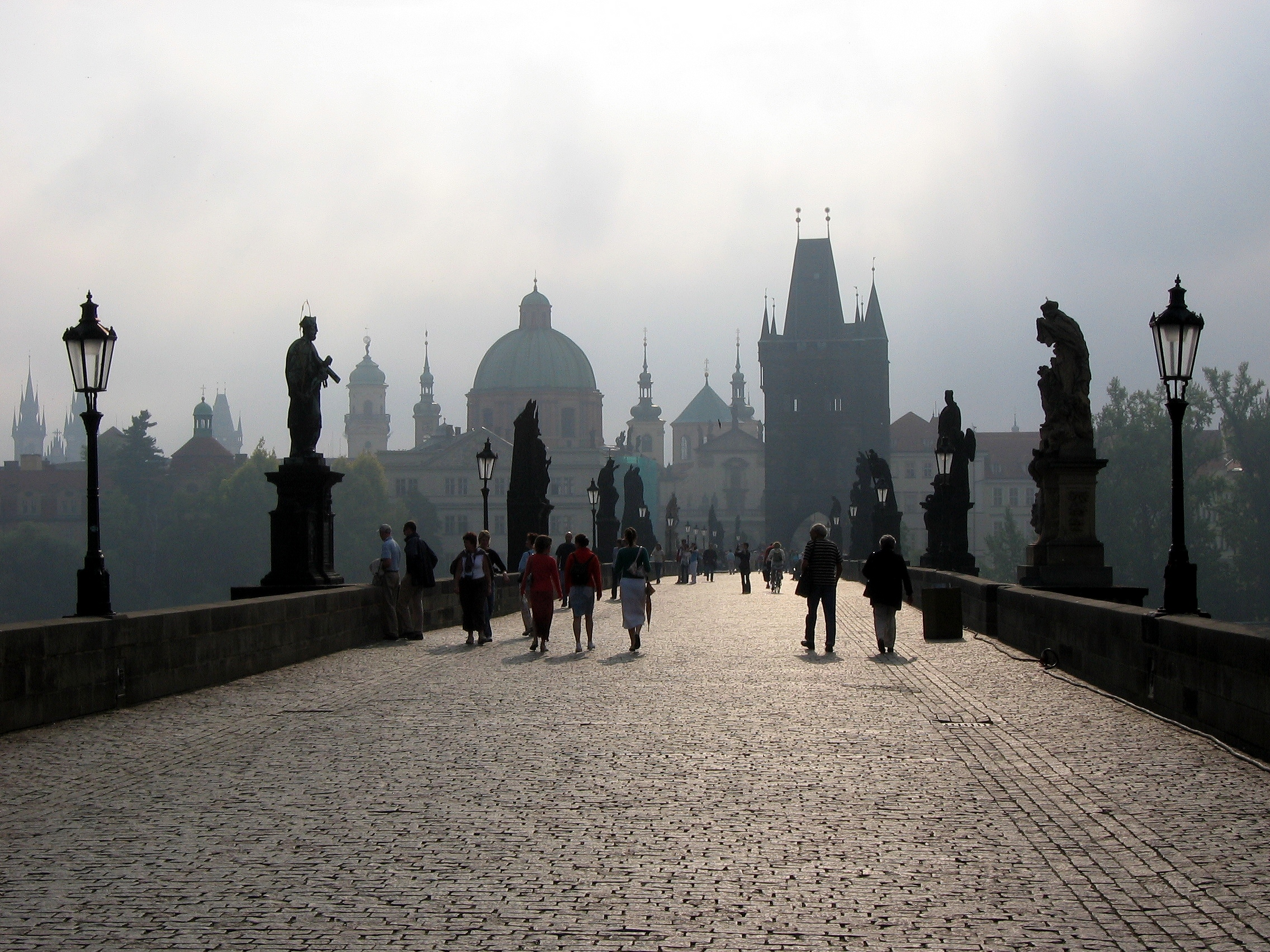
Karlsbrücke
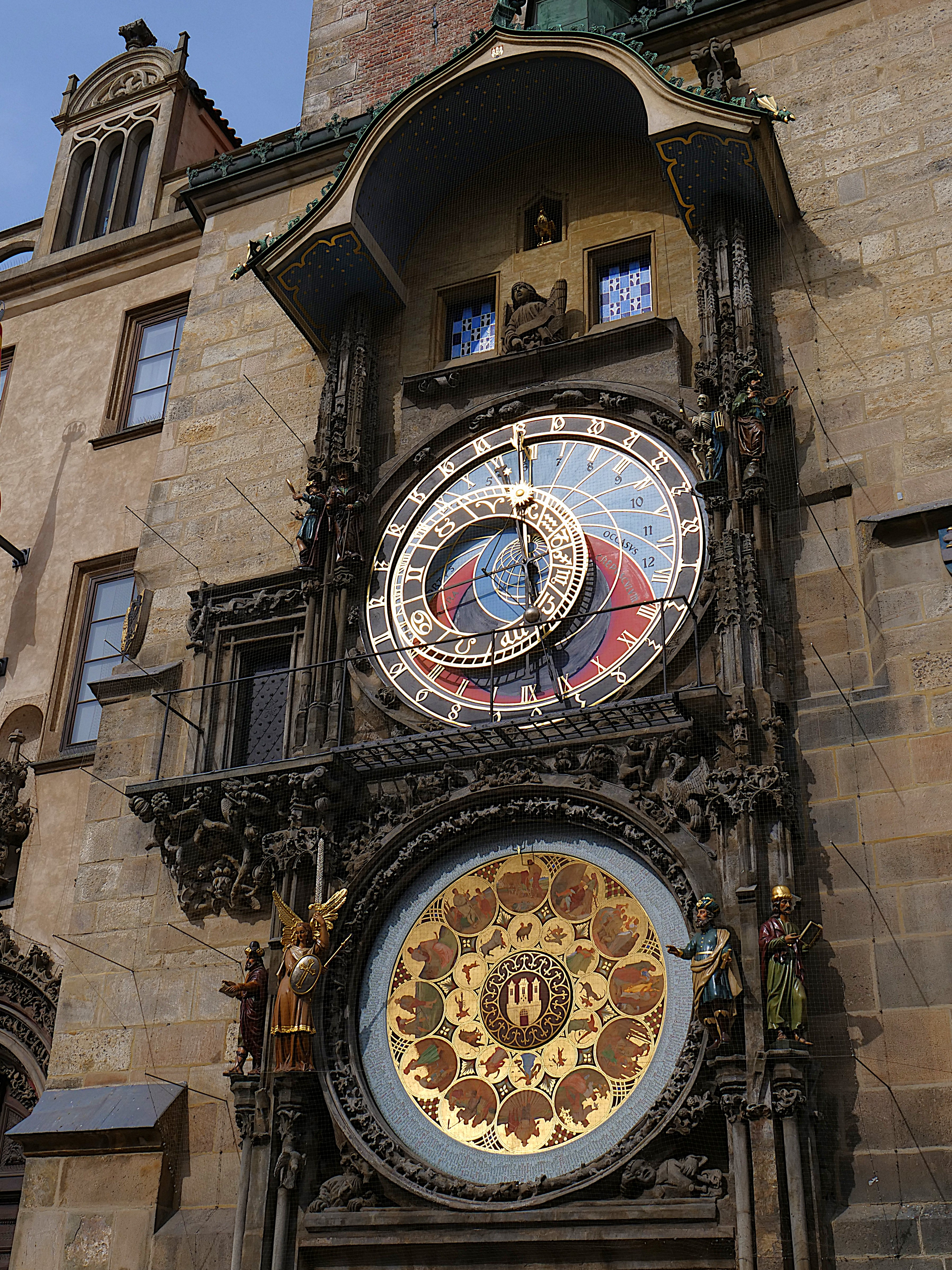
Prager Rathausuhr
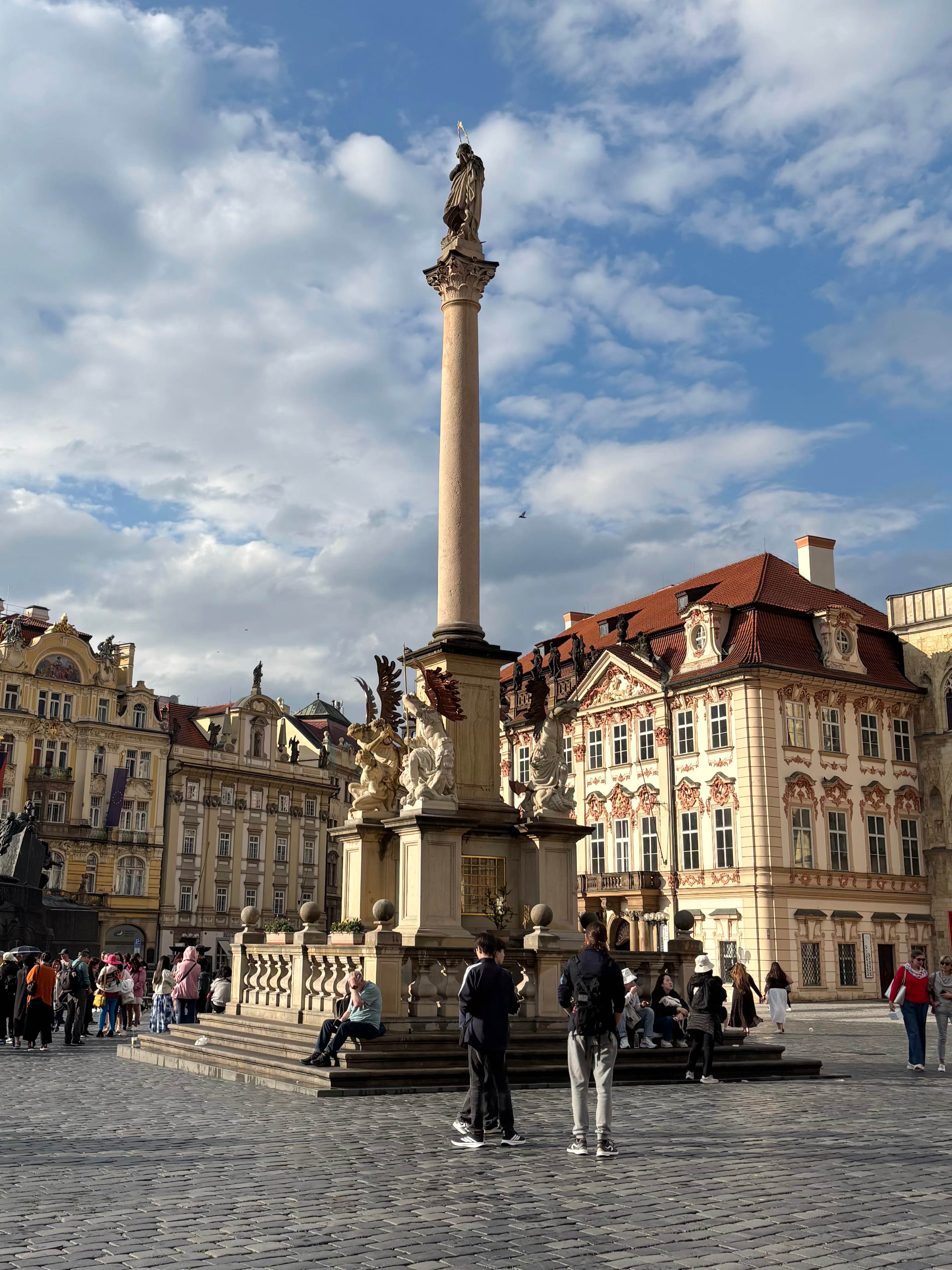
Mariensäule
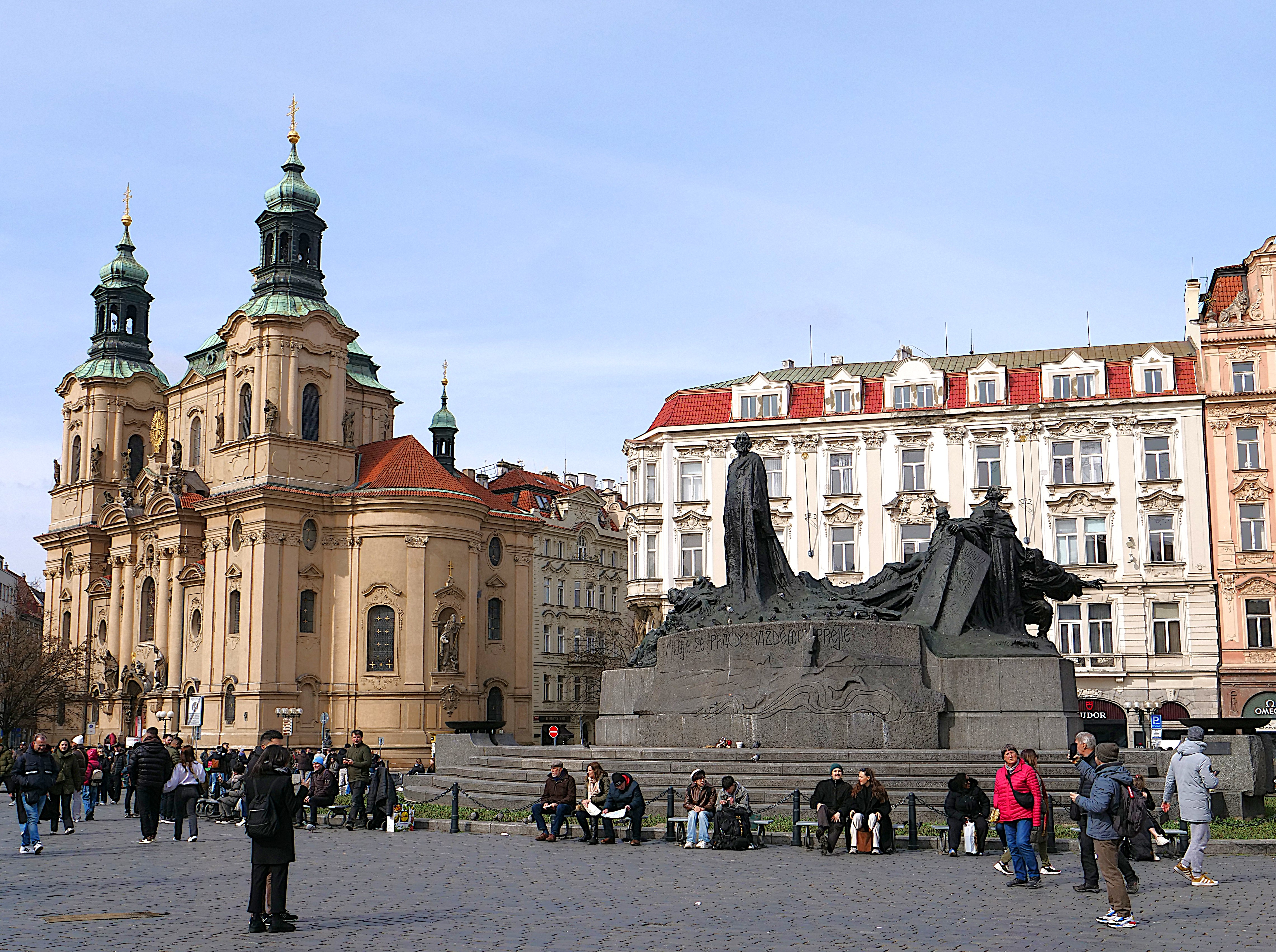
Hussitenkirche und Hus-Denkmal
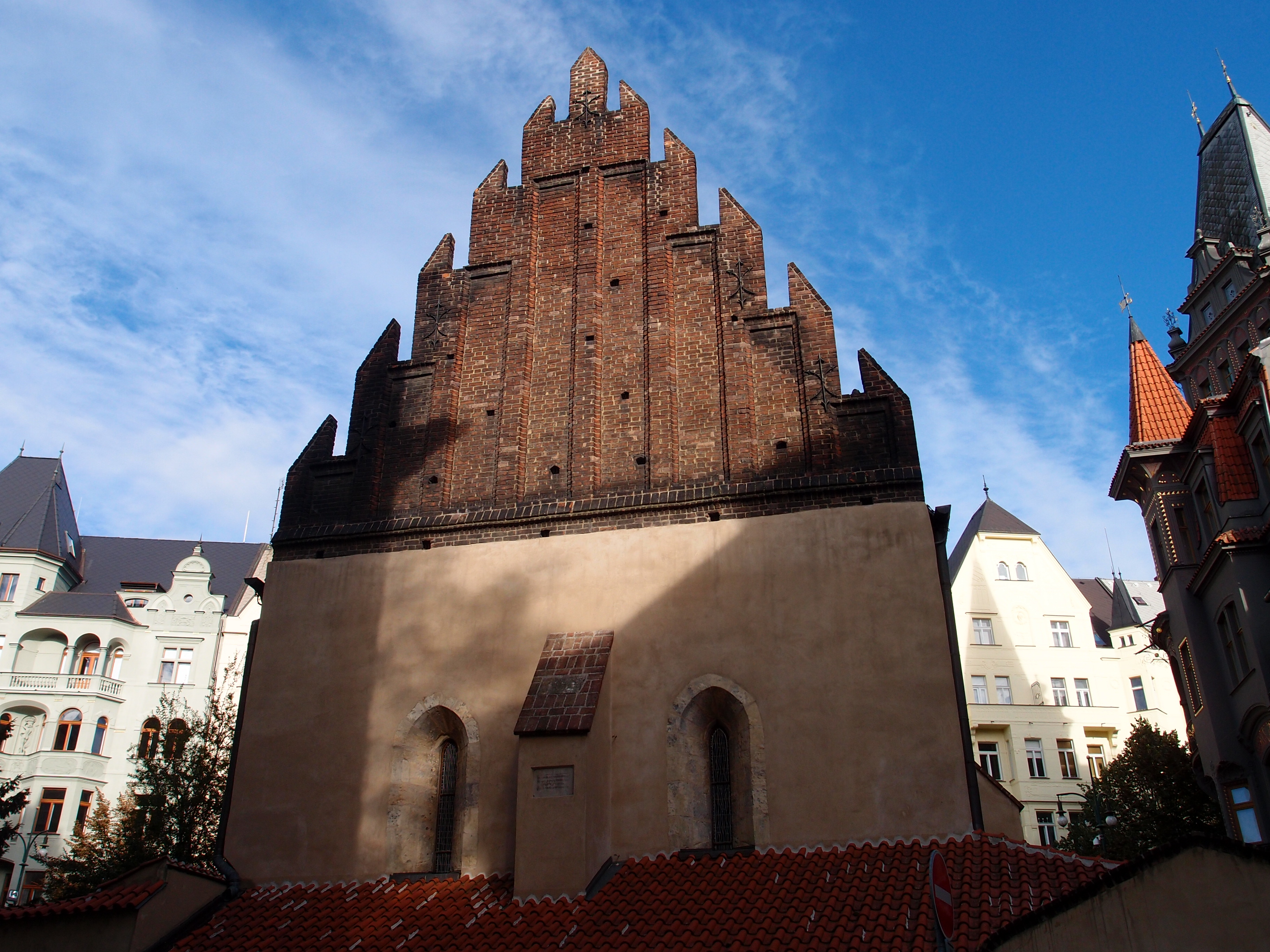
Altneu-Synagoge
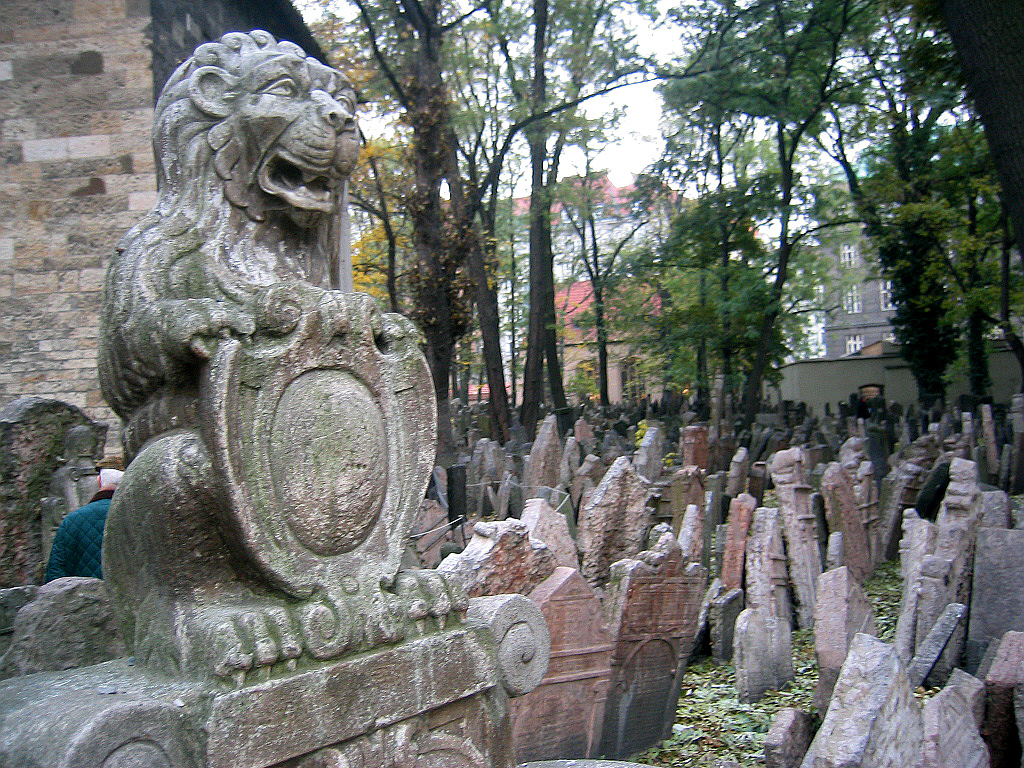
Alter Jüdischer Friedhof im Stadtteil Josefov
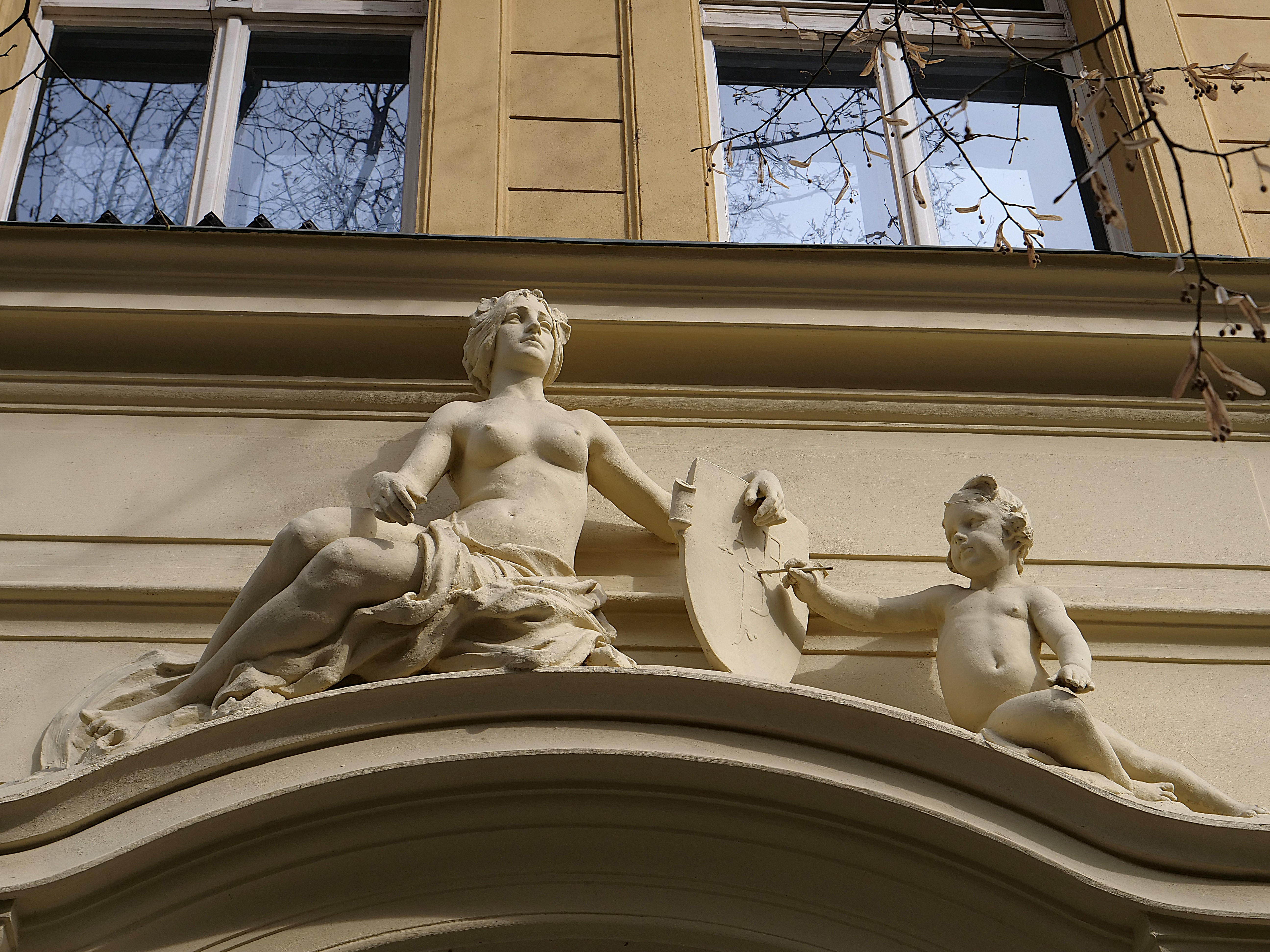
Portalskulpturen in der Pariser Straße
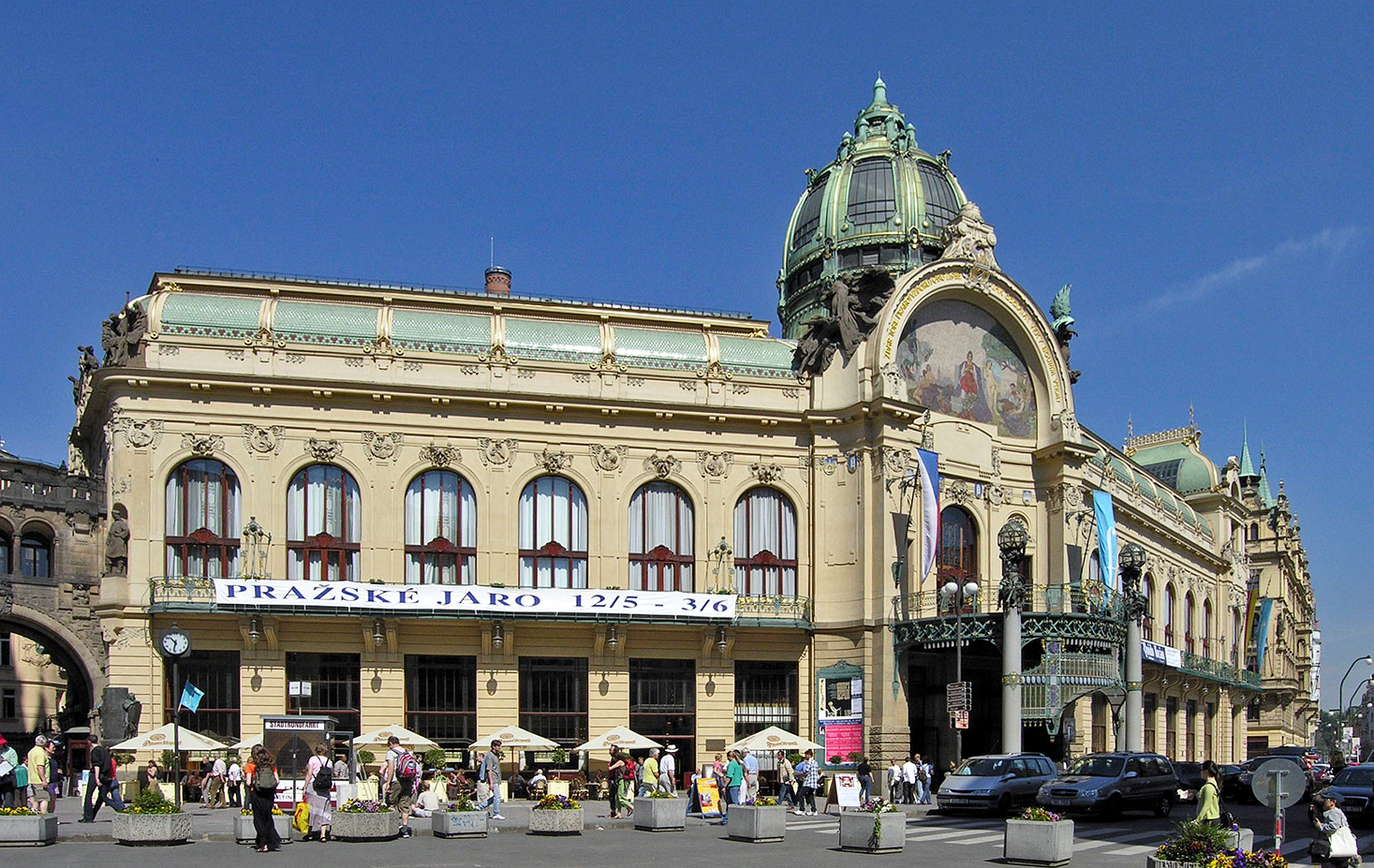
Gemeindehaus im Jugendstil
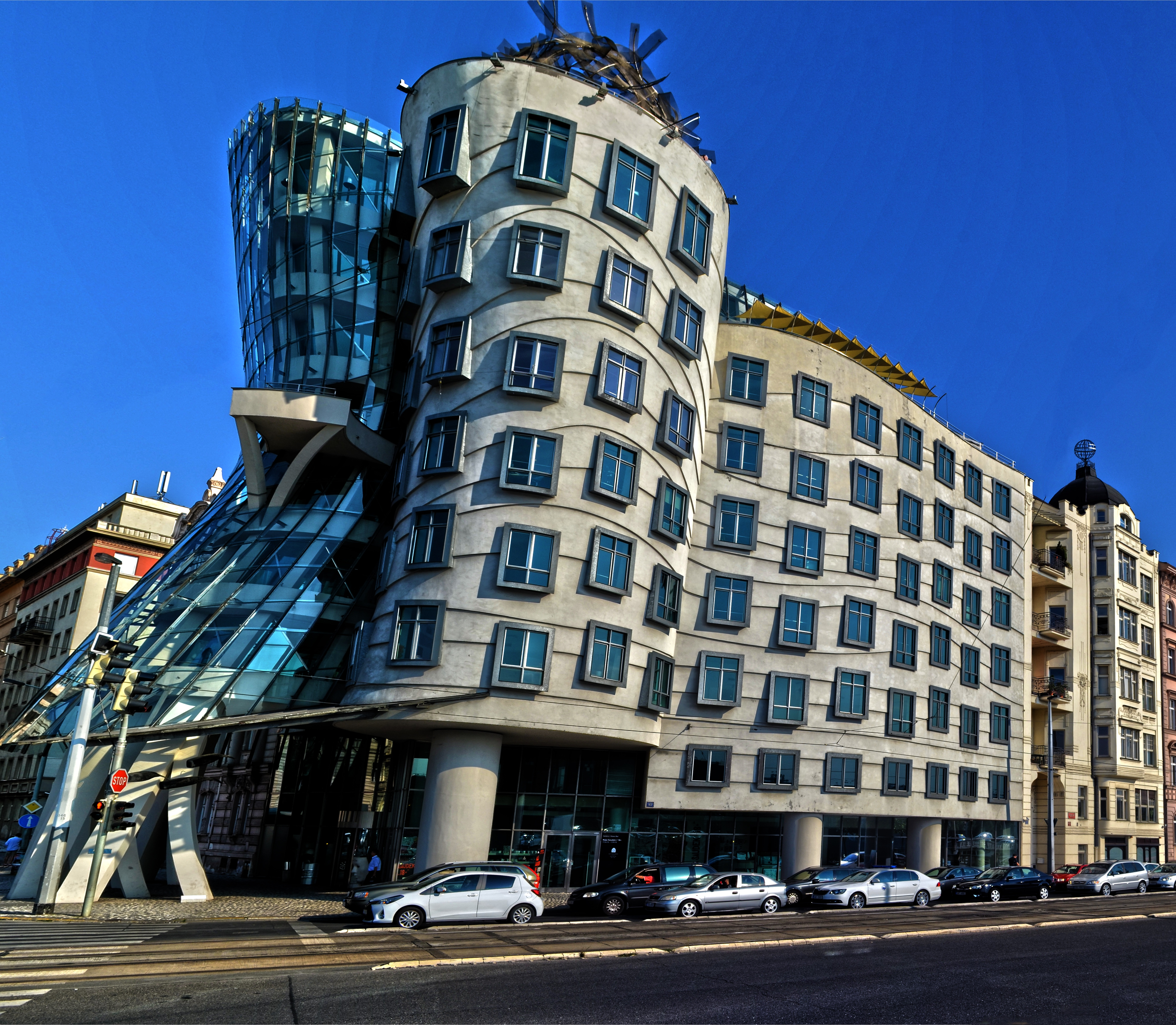
Tanzendes Haus

In der 1348 gegründeten Neustadt befinden sich das Neustädter Rathaus am Karlsplatz, viele gotische und barocke Kirchen und Klöster sowie der größte und belebteste Platz in Prag, der Wenzelsplatz, der als von mondänen Einkaufspassagen gesäumter Boulevard kaum noch an seinen mittelalterlichen Ursprung erinnert. In unmittelbarer Nähe befindet sich die Kirche Maria Schnee.

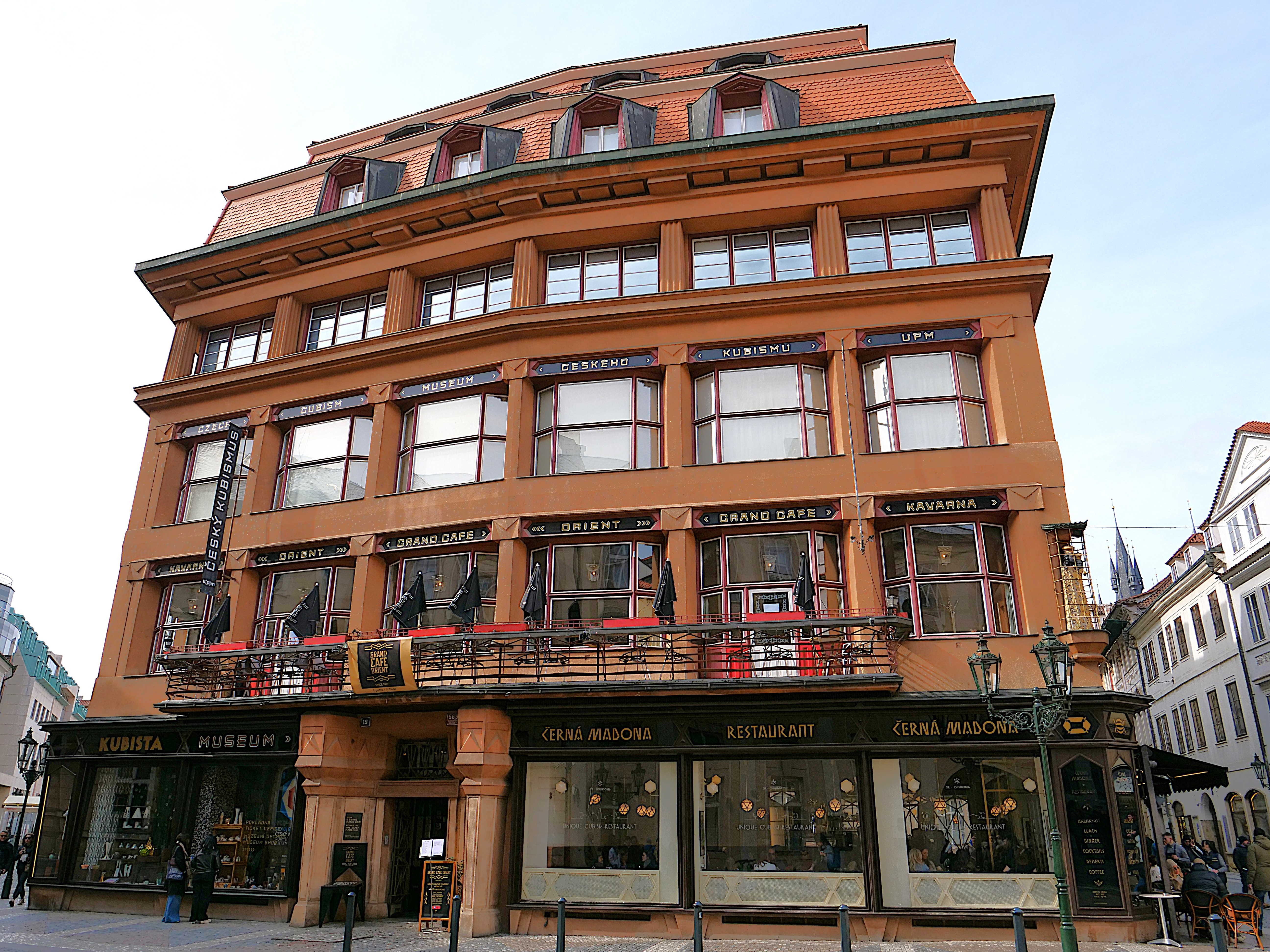
Haus zur Schwarzen Muttergottes

Berühmt ist Prag ebenso für seine zahlreichen Jugendstilbauten. In Prag beeinflusste der Kubismus auch die Architektur. Kubistische Architektur gilt als tschechisches Spezifikum. Ein bekanntes Beispiel ist das Haus zur Schwarzen Muttergottes des Architekten Josef Gočár. Auch die moderne Architektur ist neben der etwas außerhalb im Stadtteil Dejvice (Prag 6) gelegenen Werkbundsiedlung Prag mit einigen exzeptionellen Bauten wie der Villa Müller von Adolf Loos, Frank Gehrys Tanzendem Haus vertreten. Ebenso ist der Kubismus vertreten.

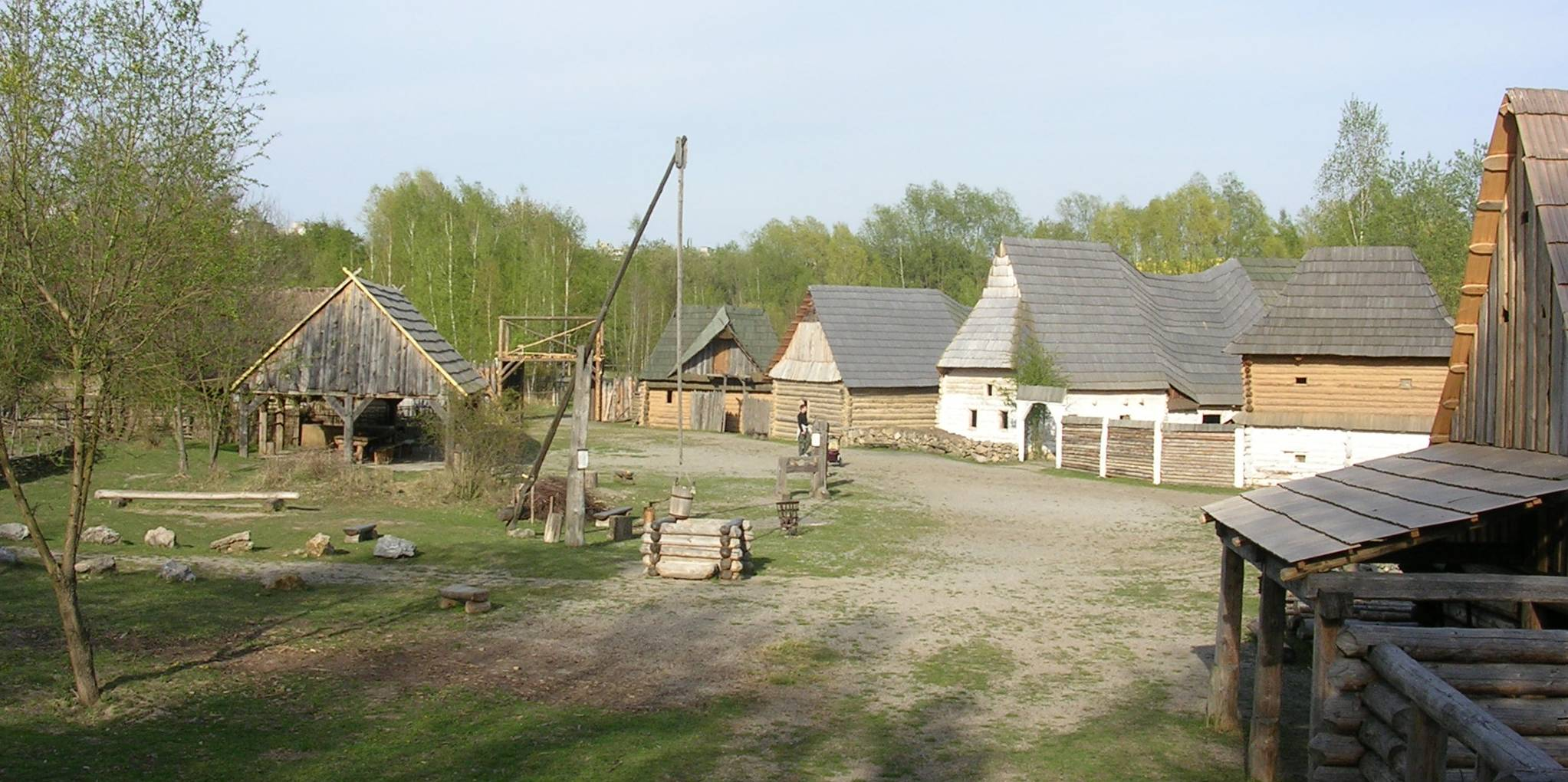
Das Freilichtmuseum Řepora

Die 13 großen Prager Moldaubrücken aus verschiedenen Zeiten prägen das Stadtbild. Der Prager Fernsehturm ragt weit über die Dächer des Stadtteils Žižkov. Ein weiterer Aussichts- und Sendeturm ist der dem Eiffelturm nachempfundene Aussichtsturm Petřín. Der 60 Meter hohe Turm wurde 1891 eröffnet. Über Moldau und Stadt erhob sich ab 1955 das mit über 30 m weltgrößte Stalin-Denkmal, gehauen aus Granit. Es wurde bereits 1962 wieder gesprengt.
Auch außerhalb der Innenstadt gibt es zahlreiche Sehenswürdigkeiten wie den durch die Schlacht im Jahr 1620 berühmt gewordenen Weißen Berg (Bílá hora) mit dem Renaissance-Jagdschloss Schloss Stern, das unweit gelegene Benediktinerkloster Břevnov, das Schloss Ctěnice, das barocke Schloss Troja mit seinen Deckengemälden und den Prager Zoo.

### Museen

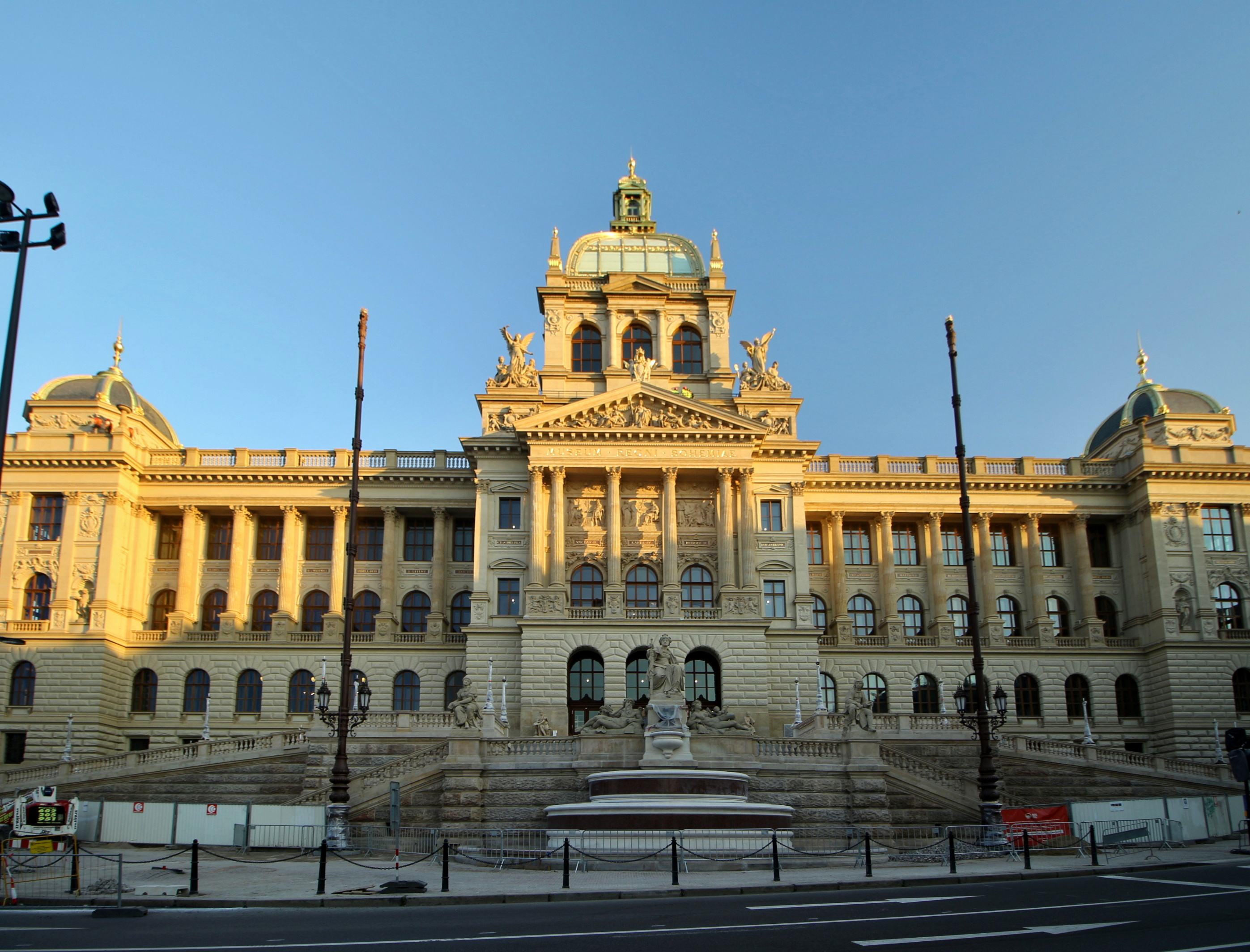
Nationalmuseum am Wenzelsplatz

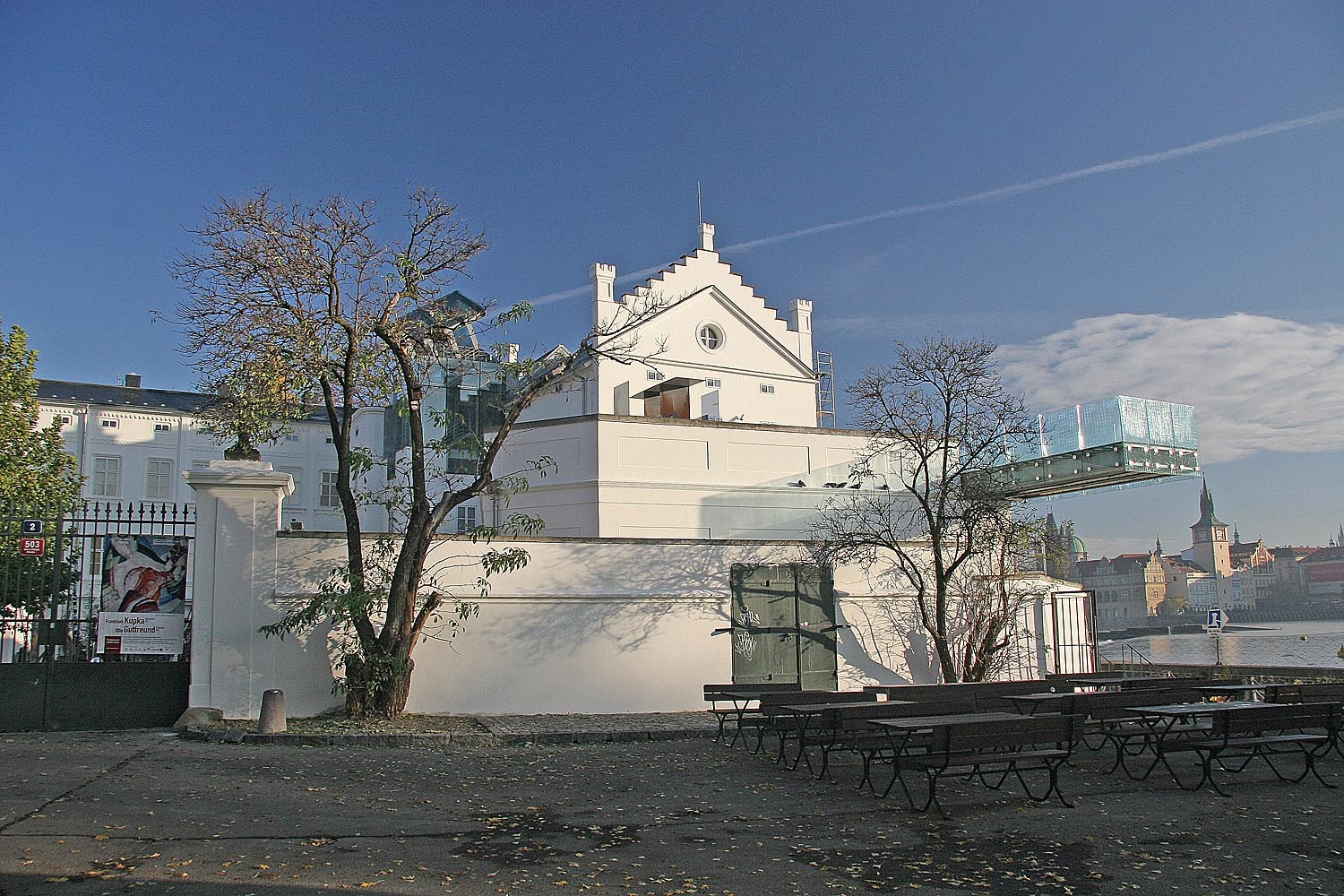
Museum Kampa

Die Stadt beherbergt eine Vielzahl von Museen. Das älteste, größte und wohl auch bekannteste ist das natur- und kulturgeschichtlich ausgerichtete Nationalmuseum (Národní muzeum) mit seinem weithin sichtbaren historischen Hauptgebäude am südöstlichen Ende des Wenzelsplatzes. Zum Nationalmuseum gehören außerdem das Lapidarium im Ausstellungsgelände Výstaviště, das Antonín-Dvořák-Museum in der Villa Amerika, das Bedřich-Smetana-Museum und das ethnologische Náprstek-Museum.
Die Ausstellungen der Nationalgalerie Prag (Národní galerie v Praze) verteilen sich ebenso über das gesamte Stadtgelände, sie finden sich u. a. im Agneskloster, im Palais Sternberg (Šternberský palác) unweit der Prager Burg und im Ausstellungspalast (Veletržní palác). Weitere Museen der bildenden Kunst sind etwa das Kunstgewerbemuseum, das Museum Kampa, die Kunsthalle Praha, das Mucha-Museum, die Gemäldegalerie der Prager Burg und die Sammlung Lobkowitz.
Die Geschichte der Stadt zeigt das Museum der Hauptstadt Prag (Muzeum hlavního města Prahy) mit einem einzigartigen Stadtmodell von Antonín Langweil aus dem Jahr 1837. Im Westen der Stadt befindet sich das Freilichtmuseum Řepora, in dem eine Siedlung aus dem 14. Jahrhundert nachgebaut wurde. Weithin bekannt ist auch das Jüdische Museum (Židovské muzeum v Praze) mit zahlreichen Synagogen und jüdischen Einrichtungen im Stadtteil Josefov.
Unter den technischen Museen sind neben dem Technischen Nationalmuseum in Prag das Museum des öffentlichen Personennahverkehrs Prag im historischen Straßenbahnbetriebshof Střešovice, das Luftfahrtmuseum Kbely und das Militärmuseum Žižkov zu nennen.

### Theater

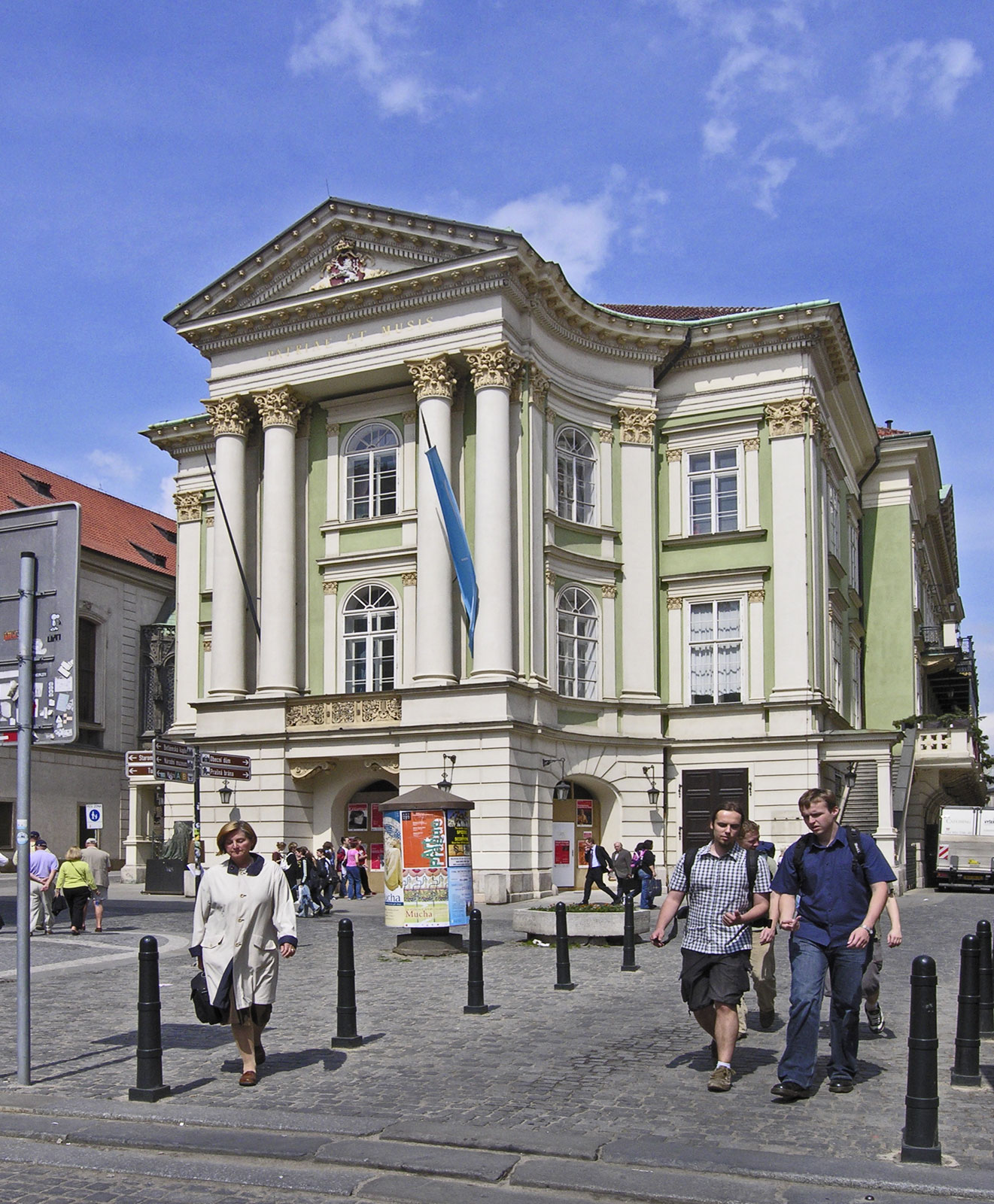
Das Ständetheater

In Prag gibt es zahlreiche große und kleine Bühnen. Neben dem Nationaltheater (Národní divadlo mit Schauspiel, Oper, Ballett) und der Staatsoper (Státní opera) ist international vor allem die Laterna magika bekannt, ein avantgardistisches Theater in der dem Nationaltheater angeschlossenen „Neuen Szene“ (Nová scéna), das eine originelle Verflechtung von Film, Licht, Musik, Ballett und Pantomime darbietet. Auch das Schwarze Theater, bestehend aus Pantomime und Lichteffekten auf schwarzem Hintergrund, ist sehenswert. Im Theater am Geländer (Divadlo Na zábradlí) begann Václav Havel als Bühnenarbeiter. Kultstatus unter Tschechen hat das Divadlo Járy Cimrmana. Im klassizistischen Ständetheater (Stavovské divadlo) im Herzen der Altstadt wurden zwei Opern von Wolfgang Amadeus Mozart uraufgeführt (La clemenza di Tito und Don Giovanni). In der Vila Bertramka im Stadtteil Smíchov ist ein Museum eingerichtet, welches an Mozart und seine Prager Freunde, das Ehepaar Josefína und František Xaver Dušek, erinnert.

### Kaffeehäuser
Wie auch andere Städte der ehemaligen Habsburger Monarchie (besonders Wien) verfügt Prag über eine reiche Vielfalt traditioneller Kaffeehäuser. Die größtenteils um die Wende zum 20. Jahrhundert entstandenen Etablissements waren damals der Treffpunkt der Prager Intellektuellen, zu denen nicht nur Dichter wie Franz Kafka zählten, sondern auch Maler, Philosophen und Redakteure. Laut des Prager Adressbuches gab es im Jahr 1905 rund 160 Kaffeehäuser, die ihren Besuchern neben Kaffee auch eine große Auswahl inländischer und ausländischer Periodika anboten. Besonders bekannt sind das Café Arco, das Café Louvre oder das Café Slavia mit seinem Ausblick auf den Petřín und das Café Montmartre.

### Musik

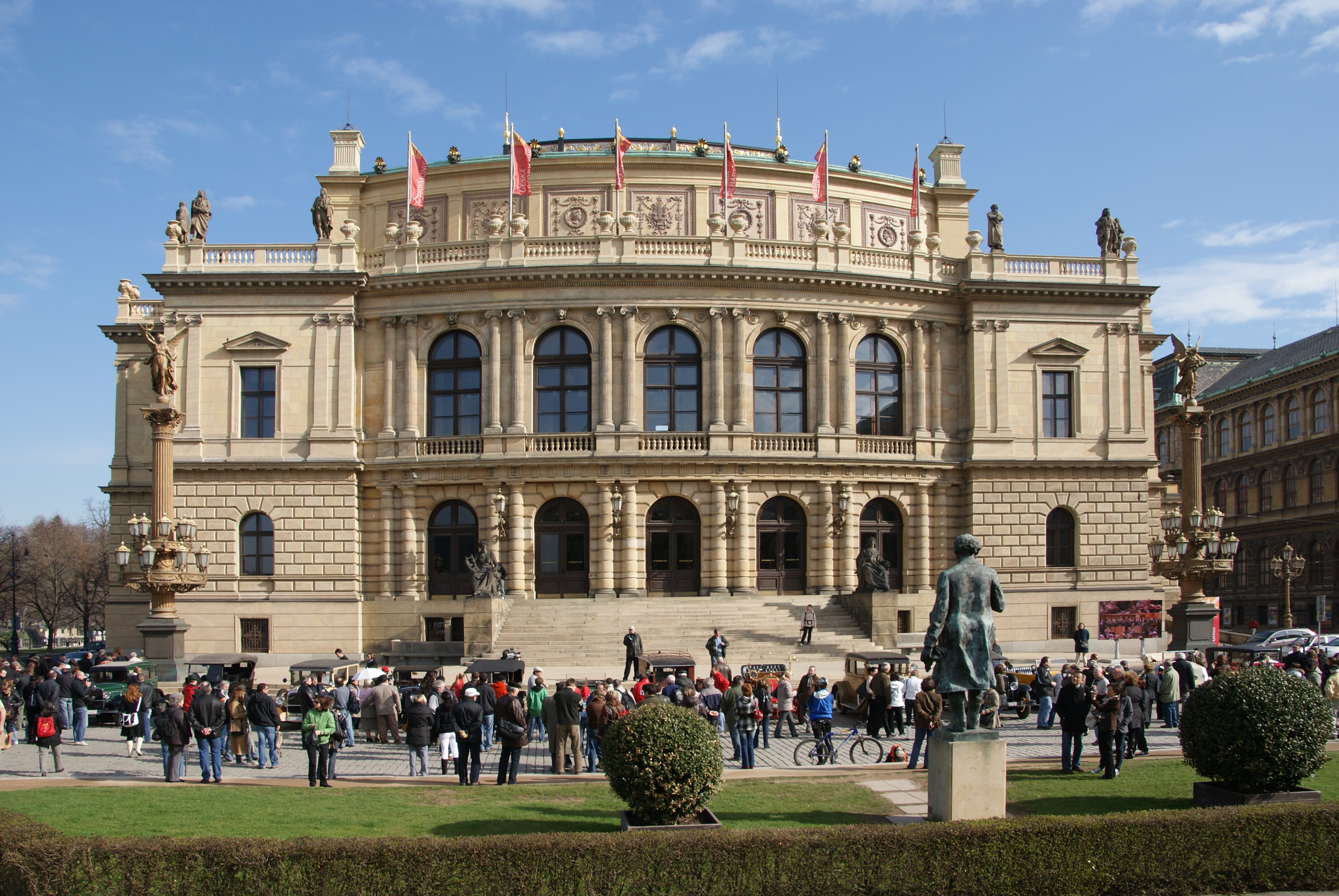
Das Rudolphinum

Die Tschechische Philharmonie (Česká Filharmonie) gilt als eines der besten Orchester Europas. Jedes Jahr findet das Musikfestival Prager Frühling im Rudolphinum statt. Dieses Festival dauert mehrere Wochen.

### Sport
Eishockey und Fußball sind die beliebtesten Sportarten in Prag, Sparta Prag und Slavia Prag sind in beiden Sportarten die zwei bedeutendsten Clubs. Slavia Prag hat als Spielstätte das bis Mai 2008 erneuerte Stadion Eden, Sparta Prag die Generali Arena, die jeweils 21.000 beziehungsweise 20.374 Zuschauer fassen. Das 1926 erbaute Strahov-Stadion wurde in der Tschechoslowakei vor und nach dem Zweiten Weltkrieg für Massenveranstaltungen genutzt. Es fasste bis zu 250.000 Zuschauer und gilt damit auch heute noch als das größte Stadion der Welt.
Bekannte Mehrzwecksporthallen sind die Tipsport Arena und die 2004 eröffnete 18.000 Zuschauer fassende O2 Arena, in denen vor allem Eishockey gespielt wird. Im 13.000 Zuschauer fassenden Markéta-Stadion findet alljährlich im Rahmen der Speedway-Einzelweltmeisterschaft der Speedway-WM Grand Prix von Tschechien statt.
Regelmäßig finden seit 1995 im Frühjahr sowie im Frühherbst international besetzte, jedermann zugängliche Laufveranstaltungen statt, darunter ein Halbmarathon (2007 im März), ein Juniorenmarathon (2007 ebenfalls im März) und ein Marathon (2007 im Mai). Der Marathon wird zurzeit als Volkswagen-Marathon vermarktet.
Die Prague Black Panthers sind ein American-Football-Team und haben im Jahr 2009 den EFAF Cup gewonnen.

### Gedenkstätten

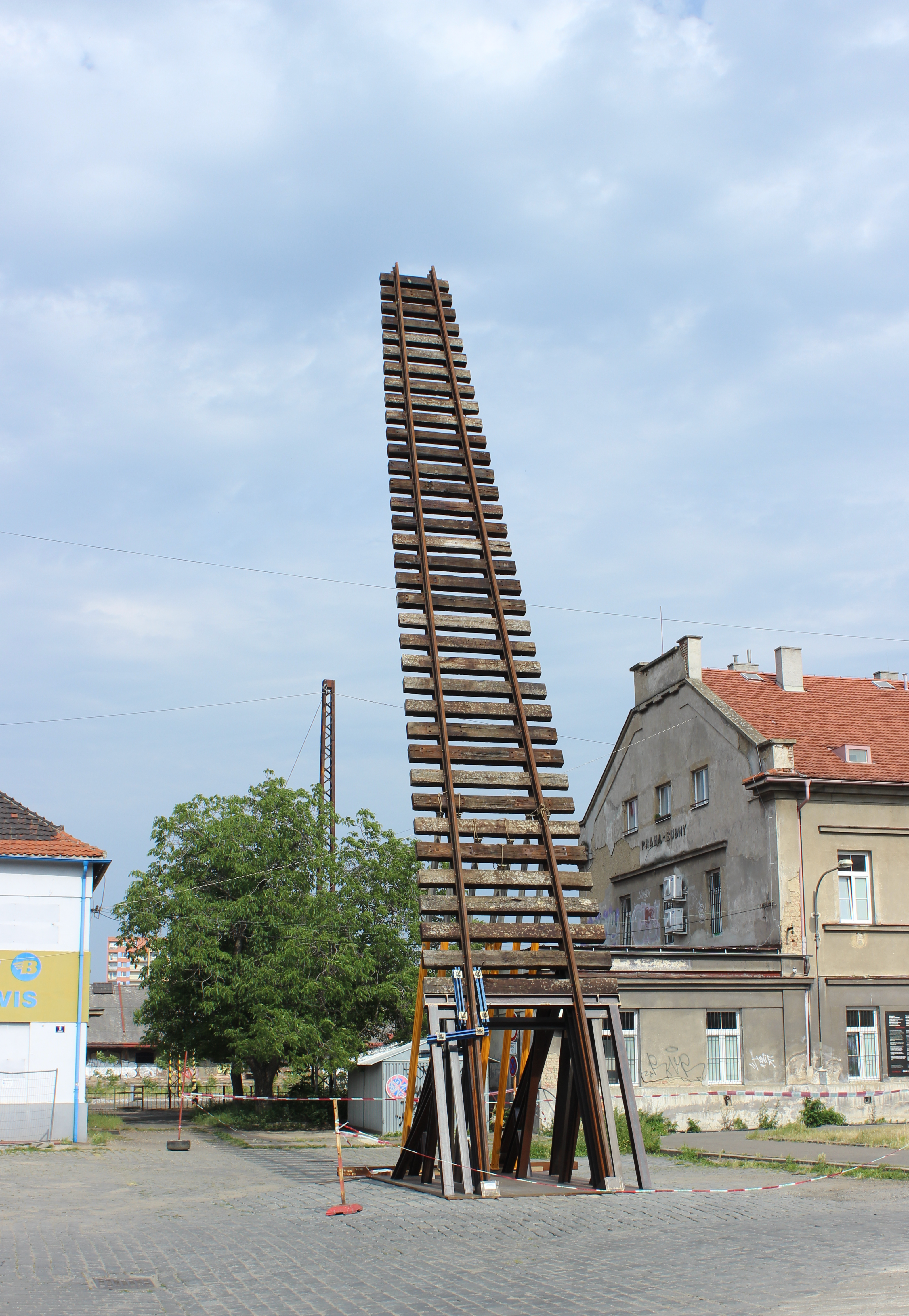
Denkmal am Bahnhof Praha-Bubny

Die zum Jüdischen Museum gehörende Pinkas-Synagoge in der Josefstadt stellt den zentralen Erinnerungsort an die Opfer des Holocaust in Prag dar. An den Wänden im Innenraum stehen die Namen von 80.000 Juden aus Böhmen und Mähren, die im Holocaust von den Nationalsozialisten ermordet wurden. Am Schießplatz Kobylisy befindet sich eine Gedenkstätte für die Opfer der Massenerschießungen. Am 8. Oktober 2008 wurden die ersten Stolpersteine in Prag zum Gedenken an die Opfer des Nationalsozialismus durch den Kölner Künstler Gunter Demnig verlegt. Prag war damit die erste tschechische Stadt mit Stolpersteinen.
Im Gedenken an die von den Nationalsozialisten ermordeten Demonstrationsteilnehmer zum Tschechoslowakischen Unabhängigkeitstag am 28. Oktober 1939, Jan Opletal und Václav Sedláček, wurde ein Denkmal in der Žitná ulice errichtet. Die Gedenkstätte Operation Anthropoid erinnert seit 2009 an das erfolgreiche Attentat vom 27. Mai 1942 auf den stellvertretenden Reichsprotektor Reinhard Heydrich. 2015 wurde neben dem Bahnhof Praha-Bubny, von dem die Deportationszüge abfuhren, ein von Aleš Veselý entworfenes Denkmal in Form in den Himmel ragender Gleise errichtet. Seit 2016 wird der Bahnhof zu einem Museum für die Opfer der Schoah umgebaut.
Das Denkmal für die Opfer des Kommunismus wurde 2002 enthüllt. Anstelle des 1962 gesprengten Stalin-Denkmals auf dem Hügel Letná wurde 1991 das Prager Metronom errichtet. An den Studenten Jan Palach, der sich aus Protest gegen die Niederschlagung des Prager Frühlings selbst verbrannte, erinnert am gleichnamigen Platz ein Denkmal und der Palach-Pylon neben dem Nationalmuseum.

## Persönlichkeiten

### Ehrenbürger
- Mikoláš Aleš (1852–1913), tschechischer Maler und Illustrator
- Emmanuel von Canal (1745–1826), böhmischer Botaniker und Philanthrop
- Karl Chotek von Chotkow (1783–1868), böhmischer Gouverneur und österr. Minister
- Josef Ladislav Jandera (1776–1857), tschechischer Gelehrter und Rektor der Prager Universität
- Antonín Klimek (1937–2005), tschechischer Neuzeithistoriker
- Charles Mackerras (1925–2010), australischer Dirigent, Tschechische Philharmonie
- Mordechai Meisel (1528–1601), bekannter Rabbi und Gemeindevorsteher in Prag-Josefstadt, Gründer der Maisel-Synagoge und Sponsor des Rathausbaues
- Lenka Reinerová (1916–2008), Schriftstellerin und Journalistin

### Bibliographie
- Bibliotheks- und Bibliographieportal / Herder-Institut (Marburg)

- Detlev Arens: Prag. Kultur und Geschichte der „Goldenen Stadt“. DuMont-Kunst-Reiseführer. 5., aktualisierte Auflage. DuMont, Ostfildern 2013, ISBN 978-3-7701-4303-0.
- Detlev Arens: Prag. Literarische Streifzüge. Artemis & Winkler, Düsseldorf 2007, ISBN 978-3-538-07250-3.
- Hartmut Binder: Prag – Literarische Spaziergänge durch die Goldene Stadt. Vitalis, Prag 2017, ISBN 978-3-89919-496-8.
- Michael Bussmann, Gabriele Tröger: Prag. 3., aktualisierte und erweiterte Auflage. Müller, Erlangen 2005, ISBN 3-89953-205-8.
- Peter Demetz: Mein Prag. Erinnerungen 1939 bis 1945. Übersetzt von Barbara Schaden. Zsolnay, Wien 2007, ISBN 978-3-552-05407-3 (Mischung aus persönlichen Erinnerungen an die Besatzungszeit und deren allgemeiner historischer Darstellung Rezensionen).
- Peter Demetz: Prag in schwarz und gold. Sieben Momente im Leben einer europäischen Stadt. Übersetzt von Joachim Kalka. Piper, München/Zürich 1998, ISBN 3-492-03542-6; Ungekürzte Taschenbuchausg.: ebd. 2000 (= Serie Piper. 3044), ISBN 3-492-23044-X (gut lesbare, breit angelegte Stadtgeschichte auf wissenschaftlichem Fundament).
- Lukas Sadowski: Prager Geschichten. Sieben Jahre in der Goldenen Stadt. BookRix, München 2012, ISBN 978-3-95500-044-8 (e-book).
- Robert Fischer: Das Prag Buch. Highlights einer faszinierenden Stadt. Kunth, München 2012, ISBN 978-3-89944-851-1.
- Freren: Prag um 1600. Kunst und Kultur am Hofe Rudolfs II. Kulturstiftung Ruhr 1988, ISBN 3-923641-19-2.
- Freren: Prag um 1600. Beiträge zur Kunst und Kultur am Hofe Rudolfs II. Kulturstiftung Ruhr 1988, ISBN 3-923641-18-4.
- Sabine Herre: Prag. Polyglott-Reisebuch, München 2004, ISBN 3-493-60381-9.
- Johanna von Herzogenberg: Prag. Ein Führer. 9. Auflage. Prestel, München/New York, NY 1997, ISBN 3-7913-1075-5.
- Jindřich Lion: Jüdisches Prag – Jewish Prague. Mandelbaum, Wien 2005, ISBN 3-85476-139-2.
- Jozef Petro, Karin Werner: Prag und Umgebung. 6., komplett aktualisierte Auflage. Reise-Know-how-Verlag Rump, Bielefeld 2005, ISBN 3-8317-1310-3.
- Emanuel Poche: Prag. Ein Bildhandbuch. Kunstdenkmäler in der Tschechoslowakei. Edition Leipzig, Leipzig 1978.
- Madeleine Reincke u. a.: Prag. Baedeker-Allianz-Reiseführer. 12. Auflage, völlig überarbeitet und neu gestaltet. Verlag Karl Baedeker, Ostfildern 2005, ISBN 3-8297-1044-5.
- Vlasta Reittererová, Elisabeth Th. Hilscher-Fritz, Hubert Reitterer: Prag. In: Oesterreichisches Musiklexikon. Online-Ausgabe, Wien 2002 ff., ISBN 3-7001-3077-5; Druckausgabe: Band 4, Verlag der Österreichischen Akademie der Wissenschaften, Wien 2005, ISBN 3-7001-3046-5.
- Hugo Rokyta: Die böhmischen Länder. Handbuch der Denkmäler und Gedenkstätten europäischer Kulturbeziehungen in den böhmischen Ländern. Drei Bde. Bd. 1: Prag. 2., überarb. und erw. Aufl., Prag: Vitalis 1995, ISBN 80-901621-7-7.
- Dirk Rupnow: Täter, Gedächtnis, Opfer – Das „Jüdische Zentralmuseum“ in Prag 1942–1945. Picus, Wien 2000, ISBN 3-85452-444-7.
- Harald Salfellner: Prag. Ein Reiseführer. Vitalis, Prag 2011, ISBN 978-3-89919-186-8.
- Harald Salfellner: Prag – Die Goldene Stadt. Vitalis, Prag 2014, ISBN 978-3-89919-187-5.
- Vladimir Soukup u. a.: Prag. Vis-à-vis. Aktualisierte Neuauflage. Dorling Kindersley, München/Starnberg 2005, ISBN 3-928044-39-7.
- Alexander J. Schneller: That Jazz of Praha. Vierzehn Jazz-Portraits in Wort und Bild. Vitalis, Prag 2006, ISBN 3-89919-097-1.
- Oskar Schürer: Prag – Kultur, Kunst, Geschichte. 3., veränderte Auflage, Georg Callwey, München; Rudolf M. Rohrer, Brünn 1935.
- Tobias Weger: Kleine Geschichte Prags, Pustet, Regensburg 2011, ISBN 978-3-7917-2329-7.
- Petr Wittlich, Jan Malý, Sabine Duda: Prag fin de siècle. Taschen, Köln 1999, ISBN 3-8228-6581-8.
- Isabella Woldt: Reclams Städteführer Prag. Architektur und Kunst (= UB. Band 18514). Reclam, Ditzingen 2012, ISBN 978-3-15-018514-8.

### Historisch
- Jaroslaus Schaller: Beschreibung der Königlichen Haupt und Residenzstadt Prag sammt allen darinn befindlichen sehenswürdigen Merkwürdigkeiten. 1795
  - Band 1
  - Band 2
  - Band 3
- Johann Friedrich Opitz: Vollständige Beschreibung der königl. Haupt- und Residenzstadt Prag von den ältesten bis auf die jetzigen Zeiten. 1787
  - Band 1
  - Band 2
- Anton Reichsritter von Geusau: Kurze Beschreibung der königl. Haupt- und Residenzstadt Prag (etc.). 1805 (Digitalisat).

### Tschechisch
- Pavel Preiss: Italští umělci v Praze: Renesance-Manýrismus-Baroko. 1986.
- Emanuel Poche: Praha na úsvitu nových dějin. Panorama, Prag 1988.
- Václav Ledvinka: Pražské paláce: Encyklopedický ilustrovaný přehled. 1995.
- Marek Lašťovka, Václav Ledvinka: Pražský uličník. Encyklopedie názvů pražských veřejných prostranství (Zwei Bände: A – M und O – Z). Libri, Praha 1997, ISBN 80-85983-24-9, ISBN 80-85983-23-0 und ISBN 80-85983-25-7 (beide Bände); Nachtrag und Ergänzungen, deutsche Namensbezeichnungen: Band 3, 2012, ISBN 978-80-87271-50-6 (Pražský uličník: encyklopedie názvů pražských veřejných prostranství. Band 3, Nově schválené názvy, prodloužení a přejmenování ulic z let 1998–2011; opravy a doplňky k 1. a 2. dílu, rejstřík německých názvů).
- Martin Ouředníček: Sociální geografie pražského městského regionu. Katedra sociální geografie a regionálního rozvoje Přírodovědecké fakulty Univerzity Karlovy v Praze, Praha 2006, ISBN 80-86561-94-1.